# 1st Special Forces Command (Airborne)

Abzeichen der Green Berets

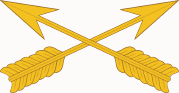
Die Arrows „Pfeile“, das auf dem Revers getragene Waffengattungsabzeichen der Special Forces

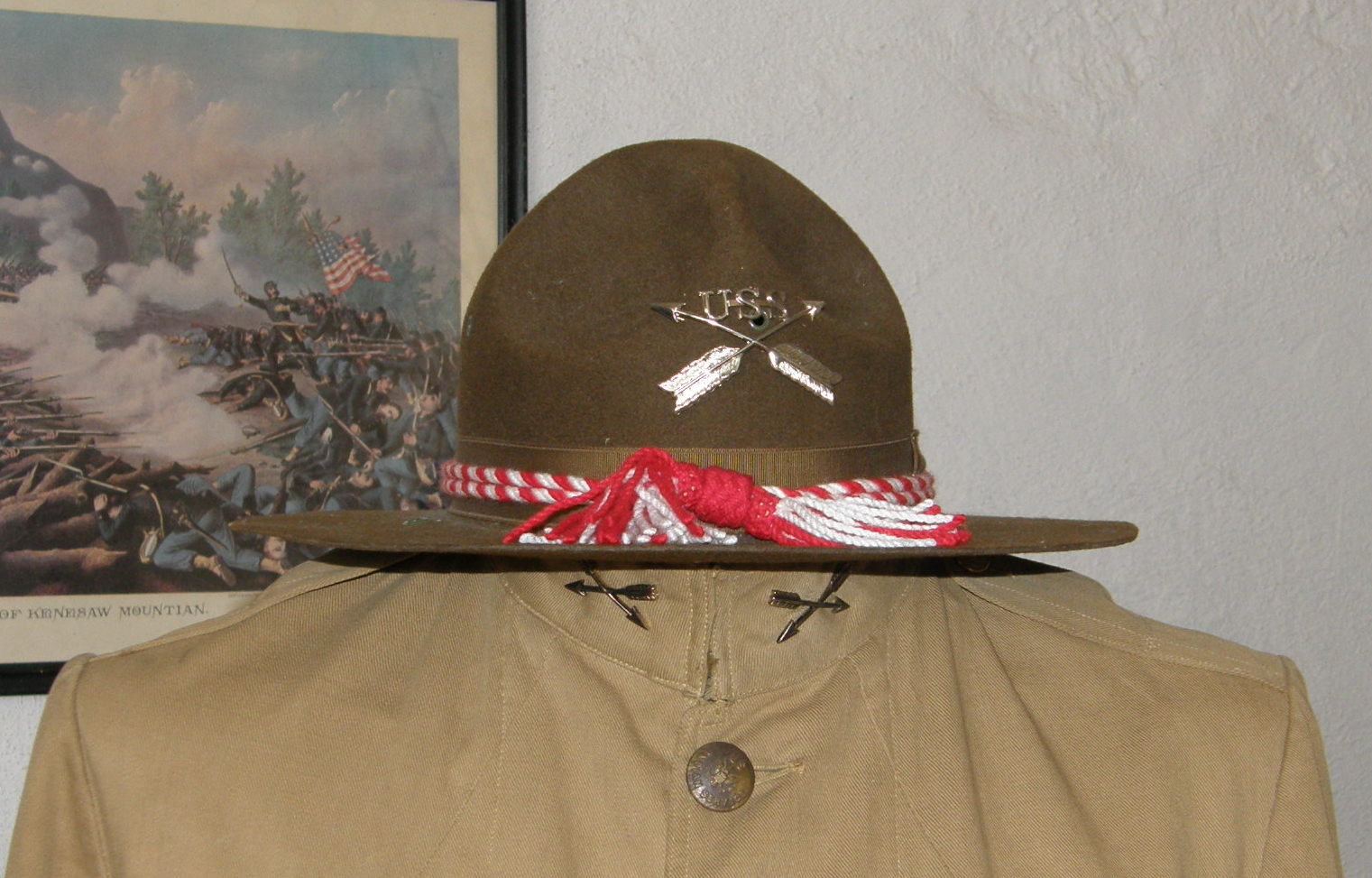
Die gekreuzten Pfeile, das Freundschaftszeichen der Indianer, am Kragen auf einer Scoutuniform um 1890 und auf einem Hut

Das 1st Special Forces Command (Airborne) (USASFC; deutsch 1. (Luftlande-)Spezialkräfte-Kommando; kurz Special Forces oder USSF) ist die dienstälteste Spezialeinheit der US Army. Ihre etwa 10.000 Soldaten werden aufgrund ihres grünen Baretts auch Green Berets genannt. Es handelt sich dabei ausschließlich um Kampftruppen, die für ihre Aufträge von anderen Einheiten des United States Army Special Operations Command (USASOC) „Spezialeinsatzkräfte des Heeres der Vereinigten Staaten“ unterstützt werden. Bis zum 27. November 1990 hieß die Einheit United States Army 1st Special Operations Command.
In der Diktion der US-Streitkräfte steht der Begriff Special Forces traditionell ausschließlich für das USASFC (Green Berets). Die anderen Sondereinsatzkräfte des Heeres, zum Beispiel das 75th Ranger Regiment oder das 160th SOAR, sowie die Spezialeinheiten der anderen Teilstreitkräfte werden unter dem Begriff Special Operations Forces subsumiert.
Die Einsatzschwerpunkte der Special Forces sind Militärberatung in anderen Ländern, asymmetrische Kriegführung und Fernaufklärung. Das macht sie zur am vielseitigsten ausgebildeten Truppe innerhalb der US-Streitkräfte und ermöglicht ihren Einsatz sowohl in Friedenszeiten als auch im Spannungsfall und im Krieg.
Das Hauptquartier der Special Forces befindet sich in Fort Bragg im US-Bundesstaat North Carolina. In der Organisation des Heeres stellt die am 19. Juni 1952 aufgestellte Spezialeinheit einen Großverband auf Divisionsebene dar. Kommandeur des Verbandes ist seit Juni 2023 Major General Lawrence G. Ferguson
Seit ihrer Aufstellung waren die Special Forces an allen militärischen Konflikten und Kriegen der Vereinigten Staaten mit Ausnahme des Einsatzes in Mogadischu 1993 beteiligt und leisteten weltweit in über 70 Nationen Militärberatung, infrastrukturelle und humanitäre Hilfe.

## Geschichte

### Wurzeln und Aufstellung
Die Special Forces führen ihre Tradition auf die 1942 aufgestellte American/Canadian 1st Special Service Force (dt. „erste amerikanisch-kanadische Sondereinsatztruppe“), die so genannte Devil’s Brigade (dt. „Teufelsbrigade“) zurück, eine Spezialeinheit für Fernaufklärung und Häuserkampf, die Ende 1944 im französischen Ort Menton aufgelöst wurde, weil sie trotz hervorragender Einsatzerfolge (Einschätzung des Autors Tom Clancy, siehe Literaturliste) am Ende eine Verlustrate von 134 %, bezogen auf ihre Ursprungsstärke, erlitten hatte. Noch heute wird in der Special Forces-Gemeinschaft diese Abstammung jeweils am 5. Dezember als Menton Day gefeiert.
Die zweite Traditionslinie wird zu Major General „Wild Bill“ Donovans Office of Strategic Services (OSS), dem Amt für strategische Dienste, gezogen, das auf dem europäischen und asiatischen Kriegsschauplatz etliche erfolgreiche Geheimdienstoperationen hinter den feindlichen Linien durchführte und schon damals Techniken der asymmetrischen Kriegführung, der Militär- und Ausbildungsberatung Einheimischer und der gezielten humanitären Hilfe zur Förderung von Allianzen anwandte.
Das OSS ging 1947 in der neu gegründeten CIA auf, die als zivile Behörde im Koreakrieg für sämtliche Spezialoperationen hinter feindlichen Linien verantwortlich war. Angesichts der desaströsen Misserfolge bei den von der CIA geführten verdeckten Operationen in diesem Krieg (Einschätzung des Autors John Gresham, siehe Literaturliste) wurde dem Verteidigungsministerium der Vereinigten Staaten klar, dass es sowohl einer eigenen, militärischen Spezialeinsatzkomponente, als auch deren operativer Kontrolle bedurfte. Die Initiative zur Aufstellung der Special Forces ging von Brigadier General Robert A. McClure, dem Leiter der Abteilung Psychologische Kriegführung im Verteidigungsministerium der Vereinigten Staaten und OSS-Veteranen, aus. Ihm gelang es, die Vereinigten Stabschefs davon zu überzeugen, dass diese im Zweiten Weltkrieg entwickelten Mittel der unkonventionellen Kriegführung im Falle eines Angriffs des Warschauer Paktes in Europa dazu geeignet seien, feindliche Kräfte weit hinter der eigentlichen Frontlinie zu binden. Schon damals war vielen Verantwortlichen bewusst, dass bei einem Krieg in Europa die atomare Schwelle möglicherweise nicht erreicht werden würde.
Anfang 1952 wurde Colonel Aaron Bank (1903–2004) mit der Aufstellung der 10th Special Forces Group (10. Sondereinsatzkräfte-Gruppe) beauftragt, die zunächst einschließlich aller Unterstützungseinheiten 2300 Mann umfasste. Als Standort des damals noch Psychological Special Center (dt. „Psychologisches Spezialzentrum“) genannten Hauptquartiers wurde Fort Bragg ausgewählt, weil dort alle erforderlichen Ausbildungseinrichtungen für den Fallschirmsprung vorhanden waren, um die notwendigerweise von jedem Soldaten dieser Truppe verlangte Sprungtauglichkeit zu erreichen. Sämtliche Bewerber waren Freiwillige und rekrutierten sich wegen der erforderlichen Sprachkenntnisse sowohl aus osteuropäischen Einwanderern, die gemäß dem Lodge Act sofort eingebürgert werden konnten, als auch aus erfahrenen Fallschirmjägern und Infanteristen. Am 19. Juni 1952 wurde die Einheit offiziell in Dienst gestellt.
Allen Bewerbern war bewusst, dass die Befehle auch einen möglichen Einsatz hinter der Front in Zivilkleidung umfassen konnten, was bei einer Gefangennahme bedeutete, dass sie nicht unter den Schutz der Haager Landkriegsordnung und Genfer Konventionen fielen und so als formale Nichtkombattanten und Spione mit einer Hinrichtung rechnen mussten.

### Die frühen Jahre und Aufbau
Die Regierung der Vereinigten Staaten befürchtete eine militärische Eskalation, als am 17. Juni 1953 ein Aufstand in der DDR ausbrach, so dass sie die Hälfte der 10th Special Forces Group (10th SFG) ins bayerische Bad Tölz verlegte. Aus der in den Vereinigten Staaten verbliebenen Hälfte wurde die 77th Special Forces Group (77th SFG, 77. Sondereinsatzkräfte-Gruppe). Als territorialer Verantwortungsbereich (Area of Responsibility) der 10th SFG wurde Europa und Afrika festgelegt, während die 77th SFG für Asien zuständig wurde und mehrere Detachments („Abteilungen“, steht für Zug) dorthin verlegte, um der als zunehmend als bedrohlich empfundenen Volksrepublik China begegnen zu können.
1956 wurde das 14th Special Forces Operational Detachment (SFOD, Einsatzabteilung) der 77th SFG die erste aktive Einheit in Vietnam und am 21. Oktober desselben Jahres wurde Captain Harry Griffith Cramer Jr. (der zuvor schon in Korea im Einsatz war) das erste offizielle amerikanische Opfer auf diesem späteren Kriegsschauplatz.
Im gleichen Jahr wurde aus diesen im asiatischen Raum stationierten Detachments die 1st Special Forces Group (1st SFG, 1. Sondereinsatzkräfte-Gruppe) aufgestellt mit Hauptquartier in Okinawa. Bereits Mitte der 1950er Jahre waren die im ostasiatischen Raum operierenden Truppen Instrumente der US-amerikanischen Containment-Politik gegen den Kommunismus, indem sie durch Militärberatung und Ausbildung einheimischer Sicherheitskräfte befreundete Regierungen stabilisierten. Schon zu dieser Zeit manifestierte sich das Problem des Spannungsfelds zwischen moralischem Anspruch einerseits und tatsächlicher Politik andererseits. Beispielsweise stützten die Vereinigten Staaten durch die Special Forces das südvietnamesische Regime, das in keiner Weise einer Demokratie nach westlichem Verständnis entsprach.

### John F. Kennedy und die Special Forces

#### Konflikt zwischen konventionellem Militär und Spezialeinheiten
Entgegen der Meinung der Vereinigten Stabschefs reifte bei John F. Kennedy nach der Lektüre von Schriften Che Guevaras, Mao Zedongs und des Buches People’s War, People’s Army des vietnamesischen Generals Võ Nguyên Giáp die Überzeugung, dass ein heimlicher, verdeckter und ideologisch motiviert geführter Guerillakrieg sich zu einer ernsthaften Bedrohung für amerikanische Interessen entwickeln könnte. Unterstützt wurde er in dieser Einschätzung durch den OSS-Veteran Roger Hilsman, den damaligen Leiter des Bureau of Intelligence and Research, des Nachrichtendienstes des Außenministeriums, der ihn auf dieses neue Bedrohungspotenzial aufmerksam machte.
Spätestens aber nach der Kuba- und der Berlinkrise verstärkte sich der Eindruck, dass das bisher mittels konventioneller militärischer Großverbände geführte Gefecht nicht mehr ausschließlich das geeignete Mittel darstellte, um im Zeitalter des Kalten Krieges US-Interessen zu wahren. Zu dieser Wahrnehmung trug darüber hinaus die Tatsache bei, dass die Anzahl der Stellvertreterkriege in den 1960er Jahren deutlich zunahm.
Kennedy kam zu der Auffassung, dass es einer neuen militärischen Spezialeinheit bedurfte, die den künftigen Formen bewaffneter Auseinandersetzungen und der geplanten politischen Einflussnahme durch Ausbildung einheimischer Kräfte und humanitäre Hilfe angepasst sein musste.
Im Verteidigungsministerium war man sich zu diesem Zeitpunkt sicher, dass der von Hồ Chí Minh geführte Krieg in Südostasien militärisch nichts Besonderes sei und es sich im Falle einer notwendigen direkten Intervention um einen mit vorhandenen Mitteln lösbaren Auftrag handelte. Einen direkten Zusammenhang zwischen den politischen Auseinandersetzungen in Südvietnam und den Aktionen des kommunistischen Militärs in Nordvietnam stellte das Verteidigungsministerium nicht her.
Deshalb sah man auch keinen Handlungsbedarf für Ausbau und Aufwertung bestehender Eliteverbände oder deren Neuaufstellung. Im Gegenteil betrachtete man die Initiative des US-Präsidenten und das damit verbundene Konzept militärischer Eliteorganisationen argwöhnisch, da das US-Militär bisherige Kriege mit massiver Mannstärke und überlegener Feuerkraft geführt hatte. Die Mehrzahl der Generalität sah in dem Mikrokosmos der Spezialeinsatzkräfte geradezu die Antithese zum traditionellen, eher großformatigen militärischen Konzept mit negativen Auswirkungen auf die Moral konventioneller Einheiten und mit Budgetkürzungen für das restliche Militär. Darüber hinaus hatten weite Kreise der militärischen Führung keine Vorstellungen von Einsatzkonzept und Potenzial der Spezialkräfte. Dennoch setzte sich der Präsident in seiner Funktion als Oberbefehlshaber der Streitkräfte durch und verfügte in den 1960er Jahren die massive Aufstockung der Special Forces, die Einrichtung des Special Warfare Centers (dt. „Zentrum für spezielle Kriegführung“) sowie 1962 die Aufstellung der Navy Seals.
Spätestens während des Vietnamkrieges kam auch das Verteidigungsministerium zu der Auffassung, dass massive Feuerkraft und totale Luftüberlegenheit weder militärisch noch politisch dazu geeignet waren, der Guerillataktik des Vietcong beizukommen, besonders unter Berücksichtigung des weit verbreiteten Dschungelterrains in Vietnam, das den einheimischen und damit landeskundigen Gegner bevorteilte. Währenddessen avancierten die Special Forces zum höchstdekorierten Truppenteil aller beteiligten Verbände auf dem vietnamesischen Kriegsschauplatz.
Von weitaus größerer Bedeutung war jedoch die Erkenntnis, dass das Konzept der Militär- und Ausbildungsberatung, des Aufstellens und Führens einheimischer Verbände, beispielsweise des Bergstamms der „Nung“, sowie die humanitäre und technische Unterstützung dazu führten, dass der militärische Gegner die Unterstützung der Zivilbevölkerung verlor. Damit waren die Spezialeinsatzkräfte wahrscheinlich die einzige Einheit der US-Streitkräfte, der es im Ansatz gelang, bei den Einheimischen die Überzeugungsarbeit zu leisten, die den Rückzugsraum und die logistische Basis des Vietcong einschränkte.

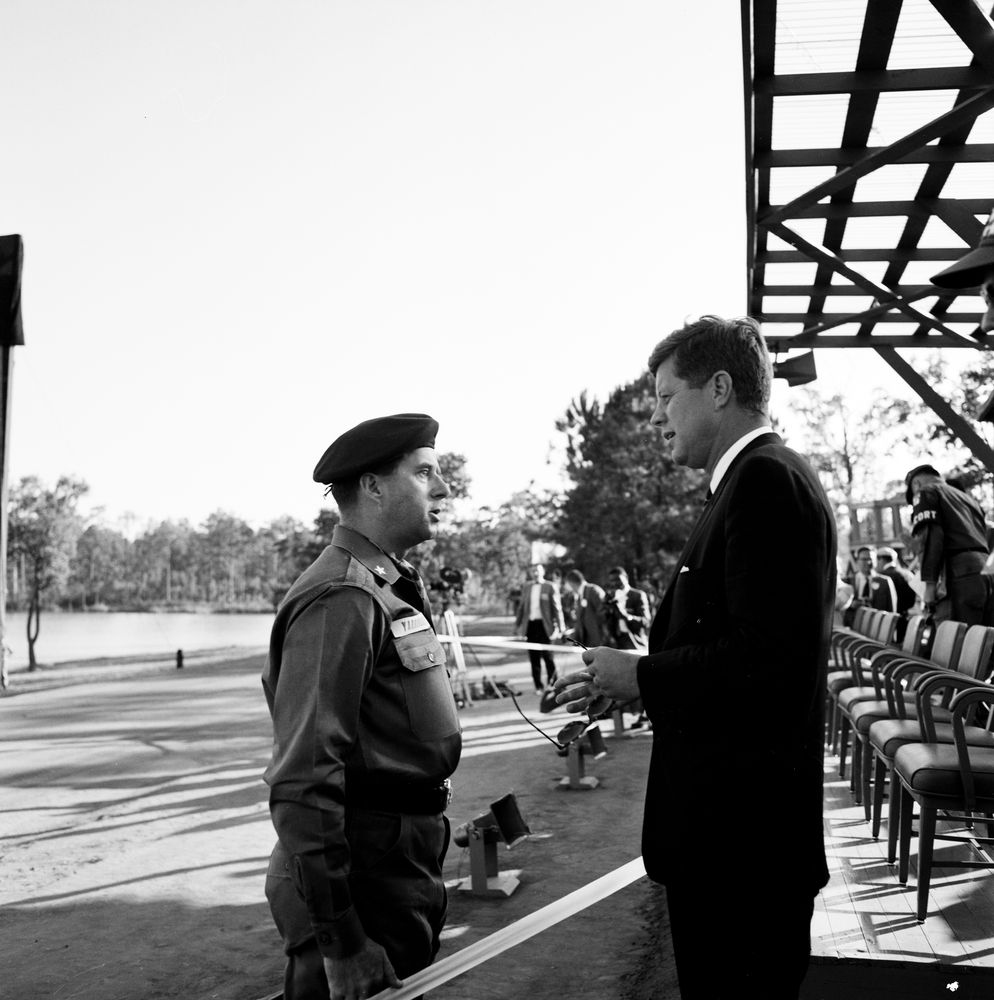
J. F. Kennedy am 12. Oktober 1961 bei seinem Besuch der Special Forces in Fort Bragg mit MG William P. Yarborough

#### Das grüne Barett
Der Begriff Green Berets stammt von der ursprünglich inoffiziellen Kopfbedeckung der Special Forces, das Angehörige der Einheit ab dem Ende der 1950er Jahre als Erinnerung an das oft in Grün getragene Barett der OSS-Veteranen im Zweiten Weltkrieg wählten. Im Rahmen der massiven Aufstockung der Special Forces und entsprechend einer gesteigerten Wertschätzung der US-Regierung für Spezialeinheiten, erlaubte Anfang der 1960er Jahre ein Erlass von US-Präsident John F. Kennedy der Truppe offiziell das Tragen des grünen Baretts.
Zur Erinnerung an John F. Kennedy erhielt 1983 das Institute for Military Assistance (dt. „Institut für militärische Unterstützung“) die Ausbildungsakademie der Special Forces, im Zuge einer Reorganisation den Namen John F. Kennedy Special Warfare Center and School (dt. „John F. Kennedy-Schule für spezielle Kriegsführung“).

#### Massive Aufstockung
1960 wurde die in den USA verbliebene unterbesetzte 77th SFG personell auf ihre Sollstärke von 1.382 Soldaten aufgefüllt, zur 7th SFG umbenannt und mit Lateinamerika als militärischem Verantwortungsbereich betraut. Am 21. September 1961 wurde die 5th SFG (5. Sondereinsatzkräfte-Gruppe) aufgestellt, mit formal gesamtasiatischem Verantwortungsbereich, aber mit Vietnam als Schwerpunkt und in Südvietnam disloziert. 1963 wurden angesichts des eskalierenden Vietnamkrieges drei weitere Special Forces Groups, die 3rd, 6th und 8th, aufgestellt und nach Südvietnam verlegt.

### Vietnamkrieg
Für die Special Forces begann der Vietnamkonflikt bereits 1957. Einerseits hatte im Nha Trang Commando Training Center das 14th Special Forces Operation Detachment damit begonnen, Spezialkräfte der südvietnamesischen Armee, die sogenannten Luc-Luong-Dac-Biet, zentralisiert auszubilden.
Andererseits trainierten Green Berets im Rahmen des CIDG-Programms (Civil Irregular Defense Group) ethnische und religiöse Minderheiten in Südvietnam dezentral. So wurden die Bergbewohner, sogenannte Montagnards, in Techniken der Guerillakriegführung unterrichtet. Zusätzlich wurden Kirchen, Schulen, Apotheken, Krankenhäuser, Märkte, Brunnen, Straßen und Transportlager errichtet. 1963 übergab die CIA die Kontrolle über das CIDG an das Military Assistance Programm Vietnam.
Diese Beratungs- und Ausbildungsphase endete 1964 mit dem Tonkin-Zwischenfall, als angeblich der Zerstörer Maddox der US Navy im Golf von Tonkin angegriffen wurde. Die US-Regierung verlegte umgehend Verbände des Heeres und der Marineinfanterie in Divisionsstärke nach Südvietnam, sodass beide Parteien den Krieg nun offen austrugen. Die 5th SFG richtete ihr Hauptquartier in Nha Trang ein und bekam zusätzlich zu ihren bisherigen Aufgaben die Aufklärung für die konventionellen Verbände zugewiesen.
Im Grenzgebiet zwischen Laos und Kambodscha wurde eine Kette von Feldstützpunkten eingerichtet, die als Basis der so genannten „Stolperdrahtpatrouillen“ dienten mit dem Ziel, die Infiltration Südvietnams durch den Vietcong zu unterbinden.
Die politisch diffizilen Operationen insbesondere in den Nachbarländern von Vietnam, wo offiziell kein US-Soldat operieren durfte, standen unter der Führung des Military Assistance Command, Vietnam – Studies and Observation Group (MACV-SOG) (dt. „Militärisches Unterstützungskommando, Vietnam – Studien- und Beobachtungsgruppe“), eines Spezialeinsatzkommandos für asymmetrische Kriegführung, das während des Vietnamkrieges streng geheime Operationen in ganz Südostasien durchführte.

#### Operation White Star
Im Vorfeld des Vietnamkriegs wurden ab 1959 Angehörige der Special Forces in Laos eingesetzt. Ihre Aufgabe war die Rekrutierung und Ausbildung von Soldaten für die Armee des neu gegründeten Staats. Zu Beginn des Einsatzes traten die Ausbilder zunächst als Zivilisten auf. Ab 1961, als die USA begann, die laotische Regierung offen mit Militärhilfe zu unterstützen, trugen die Ausbilder Uniform. Die Zahl der Kräfte stieg zwischen 1959 und 1962 von etwa 100 auf 440. Als Laos sich Mitte 1962 zu einem neutralen Staat erklärte, wurde die Operation White Star offiziell beendet.

#### Die Schlacht von Nam Dong
In der Nacht des 6. Juli 1964 kam es zu einem Angriff zweier Vietcong-Bataillone auf eines dieser Camps im zentralen Hochland nahe dem Ort Nam Dong. In einem die ganze Nacht andauernden Gefecht gelang es den Verteidigern, bestehend aus dem ODA-726 (726. A-Team), südvietnamesischen Kräften und australischen Soldaten, den Stützpunkt gegen den zahlenmäßig weit überlegenen Gegner zu halten. Der Kongress der Vereinigten Staaten verlieh dem Kommandeur der Einheit, Captain Roger Donlon, anschließend die Medal of Honor, die erste des Vietnamkrieges.

#### Operation Kingpin

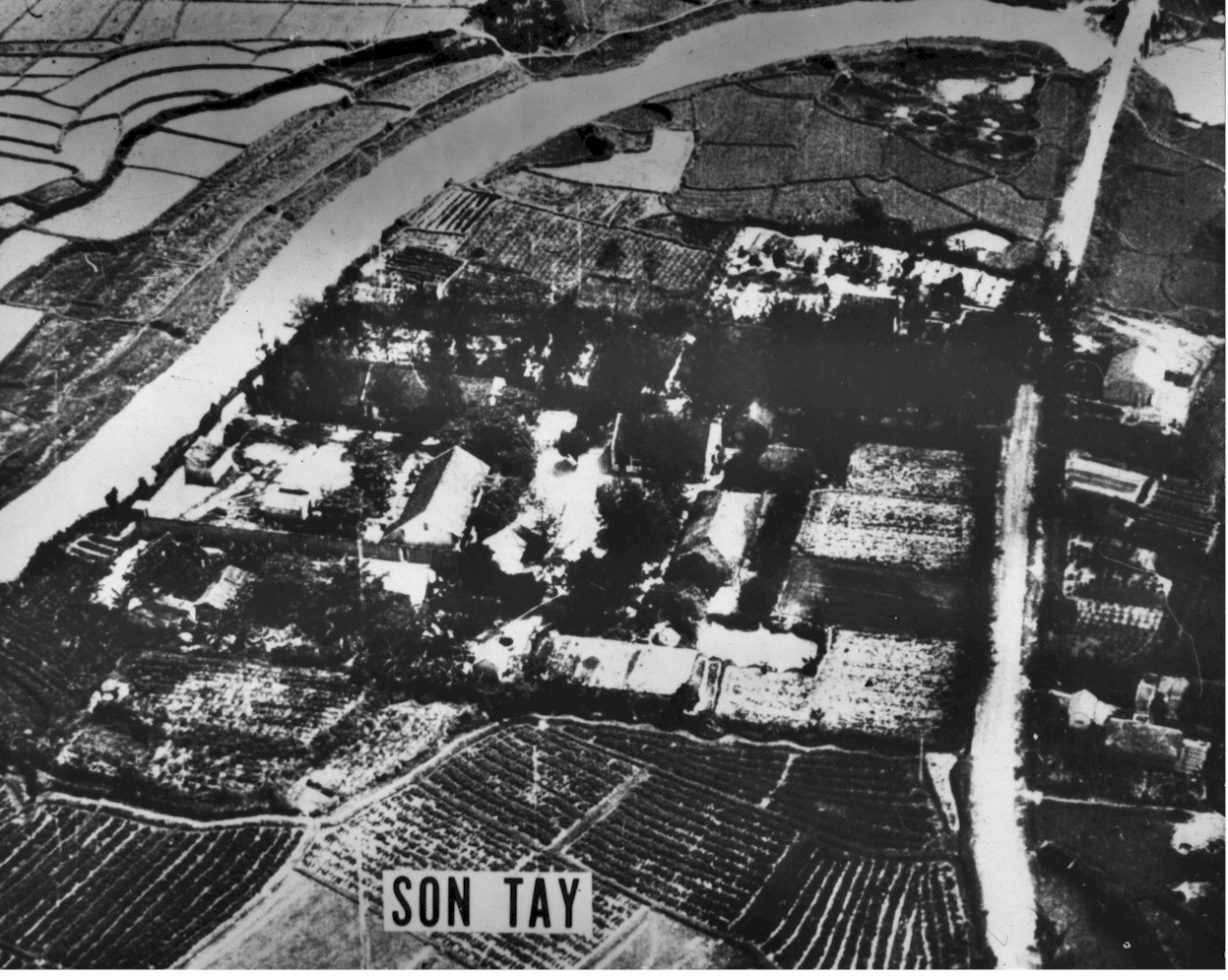
Gefangenenlager Sơn Tây

Anfang 1970 entdeckte ein Aufklärungsflugzeug ein neues Kriegsgefangenenlager bei Sơn Tây westlich von Hanoi. Es handelte sich um das Sơn-Tây-Lager, das als Auffang- beziehungsweise Nebenlager des berüchtigten Hanoi Hilton diente. Die Auswertung der Aufklärungsfotos ergab, dass an diesem Ort rund 50 amerikanische Soldaten festgehalten wurden. Daraufhin wurde Colonel Arthur Simons mit einer Befreiungsoperation beauftragt. Das Team bestand aus 100 Army Special Forces-Veteranen, die alle über mehrjährige Südostasienerfahrung verfügten. Auf der Eglin Air Force Base (Florida) wurde ein zerlegbares Modell im Maßstab 1:1 errichtet, welches während der Überflugphasen sowjetischer Spionagesatelliten auseinandergebaut und in einem Hangar versteckt wurde. Mehrere Monate lang wurden dort sämtliche denkbaren Aspekte einer solchen Operation trainiert. Captain Dick Meadows entwickelte eigens für diesen Einsatz eine Überraschungstaktik, die einen Hubschrauberabsturz direkt ins Zentrum des Lagerkomplexes vortäuschen sollte. Gleichzeitig sollte der Angriff mit Ablenkungsluftschlägen auf Hanoi flankiert werden.
Schließlich genehmigte Präsident Richard Nixon den Einsatz, der am 21. November 1970 begann und unter der Bezeichnung Operation Kingpin firmierte, persönlich. Zunächst verlief der Angriff planmäßig. Alle amerikanischen Soldaten erreichten unverletzt den geplanten Einsatzort, dessen 50–100 nordvietnamesische Wachposten im Verlauf des Angriffs getötet oder in die Flucht getrieben wurden. Im Laufe der Zeit musste die Einheit jedoch feststellen, dass sämtliche Gefangenen kurz zuvor verlegt worden waren. Obwohl nur ein Flugzeug vom Typ F 105 G Wild Weasel abgeschossen wurde und das gesamte Team zurückkehrte, bewertete die amerikanische Öffentlichkeit die Operation als Fehlschlag.

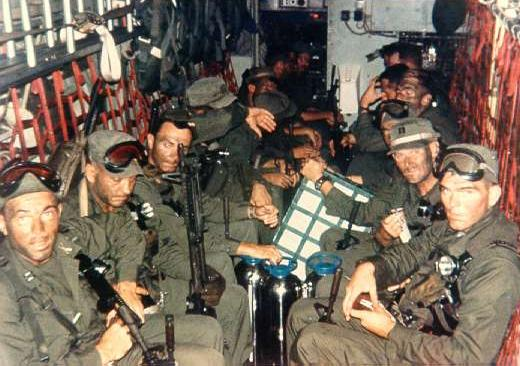
Green Berets an Bord eines Hubschraubers bei dem Einsatz in Sơn Tây

Dieser Einsatz nutzte den amerikanischen Kriegsgefangenen dennoch, weil die nordvietnamesische Führung fortan bestrebt war, die Masse der amerikanischen Kriegsgefangenen im Hỏa-Lò-Gefängnis in Hanoi zu konzentrieren. Trotz der immensen Überbelegung der Zellen genossen die Gefangenen dadurch den psychologischen Vorteil, nicht mehr in Isolationshaft gehalten zu werden. Ein weiterer unmittelbarer Erfolg der Operation war laut Einschätzung der Autoren Tom Clancy und John Gresham eine nordvietnamesische Neubewertung der Gefangenensituation. Das Regime sah sich gezwungen, die Misshandlung der Kriegsgefangenen einzuschränken, weil es nun ständig mit eventuell erfolgreichen Befreiungsoperationen rechnen musste. Die öffentliche Präsentation ausgemergelter und verletzter ehemaliger Kriegsgefangener hätte von der Regierung der USA propagandistisch instrumentalisiert werden können. Allerdings betrachtete die nordvietnamesische Regierung die Kriegsgefangenen zunehmend als Verhandlungsmasse für Friedensgespräche und setzte sie dementsprechend ein.

#### Außenseiterrolle und Kritik
Der Vietnamkonflikt unterteilte sich in drei parallel ablaufende Feldzüge: den konventionell geführten großen Bodenkrieg in Südvietnam, den Luftkrieg im gesamten südostasiatischen Raum und die Summe aller verdeckten Operationen.
Die massive Aufstockung der Spezialeinsatzkräfte in einer solch vergleichsweise kurzen Zeit führte teilweise zu einem Absinken der Qualitätsstandards bei der Rekrutierung und Ausbildung. Dies verwischte allmählich die Unterschiede, welche die Special Forces von konventionellen Einheiten abhob. Manche Einheiten bewegten sich nicht mehr angemessen im Spannungsverhältnis zwischen für die Auftragserfüllung notwendigen Freiheiten einerseits und einem Mindestmaß an militärischer Ordnung und Disziplin andererseits. Die Beschwerden über Vorfälle, bei denen sich Mitglieder der Spezialeinsatzkräfte über andere Einheiten lustig machten und sie mit ihrem äußeren Erscheinungsbild, das gegen alle Konventionen auch Bärte, Kopftücher und ausschließlich rudimentäre Uniformteile umfasste, provozierten. Dies nährte die ohnehin vorhandenen Ressentiments bei etlichen Generälen und verstärkte den Neid und die Missgunst auch bei mittleren Dienstgraden.

### Post-Vietnam und Spartan-Programm
Nach dem Ende des Vietnamkrieges und des damit einhergehenden kollektiven Traumas in der amerikanischen Politik und Gesellschaft kam es zu weitreichenden Demobilisierungen der US-Streitkräfte, welche auch die Spezialeinsatzkräfte betrafen. Die 1st, 2nd, 6th und 8th SFG wurden aufgelöst und auch die verbliebenen 5th und 7th SFG standen zur Debatte. Allein die 10th SFG in Europa blieb davon weitestgehend unberührt, weil sich die Bedingungen des Kalten Krieges in Mitteleuropa nicht geändert hatten. Um dem Risiko zu entgehen, auch die letzten SFGs zu verlieren, entwickelte die Army ein Programm zur Unterstützung staatlicher Infrastrukturmaßnahmen, das Special Proficiency At Rugged Training And Nation Building (SPARTAN; dt.: „Besondere Fähigkeit in robuster Unterweisung und Herausbildung eines Nationalstaats“). Obwohl es in Militärkreisen teilweise ungern gesehen wurde, Spezialisten mit jahrelanger Kampferfahrung für Straßen- und Unterkunftsbaumaßnahmen einzusetzen (vergleichbar mit dem United States Civil Conservation Corps während der Weltwirtschaftskrise in den 1930er Jahren), trug dieses Programm maßgeblich dazu bei, die Special Forces während der Amtszeit Jimmy Carters vor der Auflösung zu bewahren.

### Die Reagan-Ära und Gründung des Army Special Operations Command (ARSOC)
1981 markierte die Wahl von Ronald Reagan zum Präsidenten einen entscheidenden Wendepunkt in der Militär- und Sicherheitspolitik der USA. Reagan vergrößerte den Wehretat um ein Vielfaches, um die Militärpräsenz der Vereinigten Staaten weltweit zu verstärken und den Rüstungswettlauf mit der Sowjetunion für die USA zu entscheiden.
Am 1. Oktober 1983 wurde das 1st Special Operations Command (Airborne) eingerichtet und im Sommer 1984 die 1st SFG wieder reaktiviert.
1977 wurde die Delta Force aufgestellt, eine Spezialeinheit des Heeres, deren Einsatzprofil auf die Terrorismusbekämpfung (Counter-terrorism) ausgerichtet wurde. Dennoch erweiterte es auch das Einsatzprofil und die Ausbildung der Special Forces dahingehend. Ziel dieser Maßnahme war es, die Terrorismusbekämpfung an sich auf eine breitere Basis zu stellen und sie auch im Rahmen der ursprünglichen Kompetenz der Special Forces, nämlich der Ausbildung den eigenen Interessen nahestehende ausländische Kräfte, weiterzuvermitteln. Dies geschah vor allem im Rahmen sogenannter Foreign Internal Defense-Missionen (dt. frei übersetzt: „Auslandshilfe zur Stärkung der inneren Sicherheit und Verteidigung“), also Einsätzen zur Stärkung und Unterstützung von verbündeten Ländern.
In diesen Jahren intensivierte die Regierung besonders die Aktivitäten im lateinamerikanischen Raum, um mit der ganzen Bandbreite der Möglichkeiten die Reagan-Politik der Bekämpfung „kommunistisch geprägter“ Guerillaorganisationen umzusetzen. Dabei kam es sowohl zu Ausbildungs- als auch zu Militärhilfe bis hin zum Stoßtruppeinsatz (Direct Action). Die Vereinigten Staaten beanspruchten vor allem El Salvador als zentrale Plattform für den Kampf gegen die sandinistische Regierung Nicaraguas, unterstützte die Contras, und ging in einem Schattenkrieg gegen sämtliche von Kuba unterstützte Guerillaaktivitäten vor. Oft wurde die Truppe dazu instrumentalisiert, diktatorische Regime wie das Pinochet-Regime in Chile zu stützen.

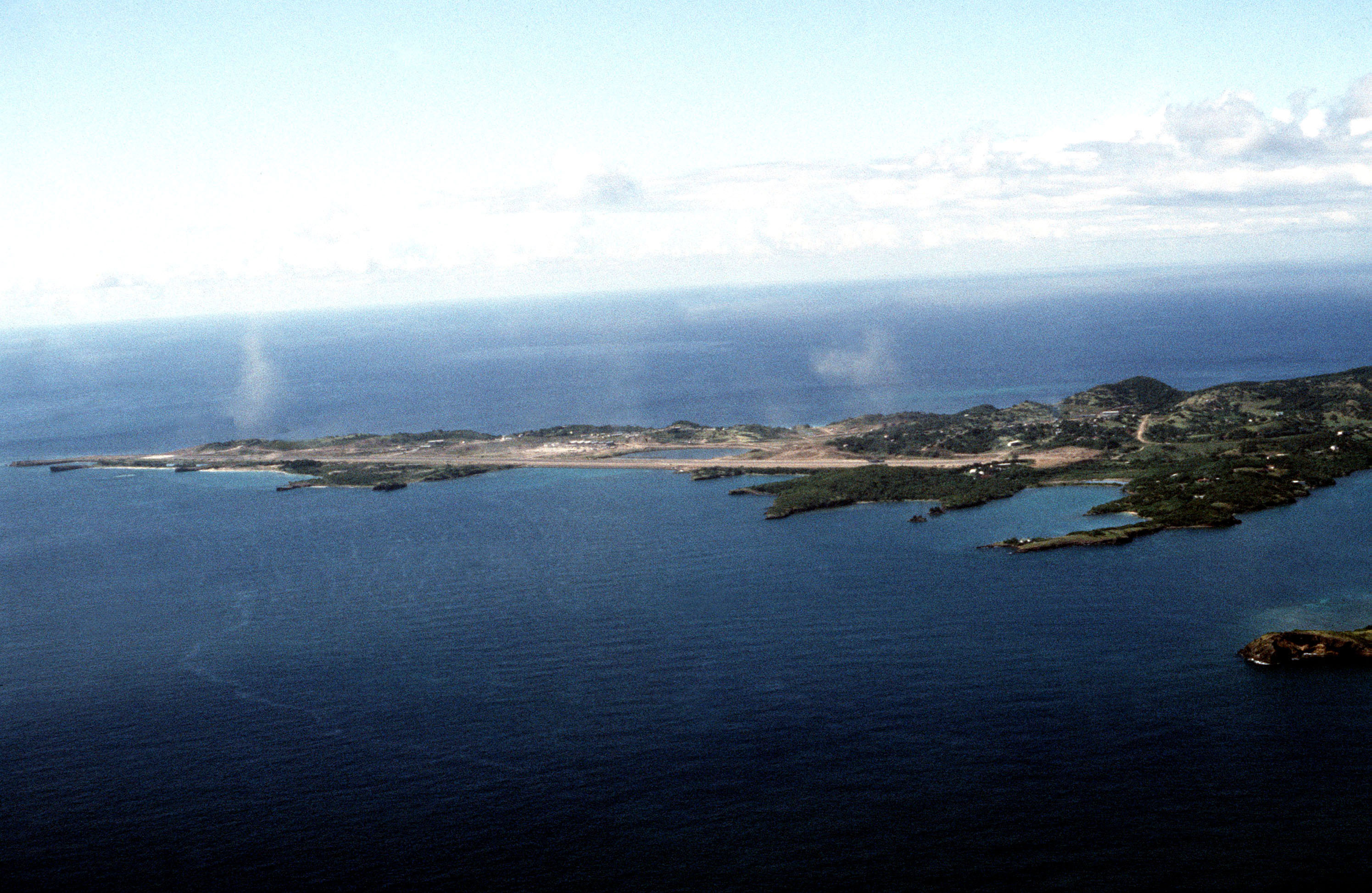
Der umkämpfte Flughafen Point Salines auf Grenada

1983 beteiligten sich die Spezialeinsatzkräfte am Angriff auf Grenada, der zwar militärisch erfolgreich war, aber eklatante Abstimmungsprobleme und Konkurrenzen zwischen den beteiligten Special Operations Forces (Navy SEALs, Army Ranger und Special Forces) offenbarte und in den Augen des konventionellen Militärs nur die Vorbehalte gegenüber Spezialeinsatzkräften weiter verstärkte. In den 1980er Jahren unterstützten A-Teams erstmals die Drogenbekämpfung in Rauschgiftanbaugebieten wie Kolumbien durch Aufklärung und Ausbildung von Polizei und Militär.
Am 1. Dezember 1989 wurde das United States Army Special Operations Command („Heeresoberkommando für Sondereinsätze“) eingerichtet. Dies vereinte nun sämtliche Sondereinsatzverbände des Heeres unter einem Dach, bündelte und vereinheitlichte deren Ausbildung und Ausrüstung und optimierte und verschlankte auch die Kommandokette. Gleichzeitig werteten diese Maßnahmen auch die Rolle und Bedeutung der Special Operations Forces innerhalb der Army allein schon durch die Existenz eines eigenen Major Command (zu dt. ungefähr: „Oberkommando“) auf. Die Aufstellung des 160. Sondereinsatz-Heeresfliegerregiments schuf eine eigene Army-Luftkomponente, die speziell auf die Bedürfnisse der Sondereinsatzverbände, und damit auch auf die Special Forces, zugeschnitten war.

### Gründung des Special Operations Command (SOCOM)
Der Goldwater-Nichols Act und dessen Anhang, das Nunn-Cohen Amendment, stellte die Spezialeinsatzkräfte auf eine eigene finanzielle Basis und trennte sie durch ihre Zusammenfassung im United States Special Operations Command (SOCOM) (dt. „US-Oberkommando für Sondereinsätze“) von ihren Mutterteilstreitkräften. Dies hatte zur Folge, dass sie nun nicht mehr mit ihren Teilstreitkräften um Etats konkurrieren mussten und fortan nicht mehr finanziell „stiefmütterlich“ behandelt werden konnten. Durch diese Maßnahmen entstand de facto eine eigene Teilstreitkraft, in der alle Special Operations Forces des US-Militärs zusammengefasst sind.
1989 griffen die USA Panama an (Operation Just Cause), um das Noriega-Regime abzusetzen. General Maxwell Thurman, der Oberbefehlshaber des SOUTHCOM (dt. „Oberkommando Süd“), setzte neben anderen vom SOCOM bereitgestellten Special Operations Forces die 7th SFG für diverse Aufklärungs-, Stoßtrupp- und Sabotagemissionen ein. Bei dieser ersten Verbundoperation seit dem Goldwater-Nichols Act funktionierte die Zusammenarbeit ohne Beanstandungen und die 7th SFG erfüllte alle Aufträge.

### Nach dem Kalten Krieg bis Heute
Während der Operationen Desert Shield 1990 und Desert Storm 1991, die mit der Rückeroberung Kuwaits endeten, wurden die 3rd SFG und die 5th SFG vollständig dem verantwortlichen Central Command (CENTCOM) (dt. „Oberkommando Mitte“) unterstellt.

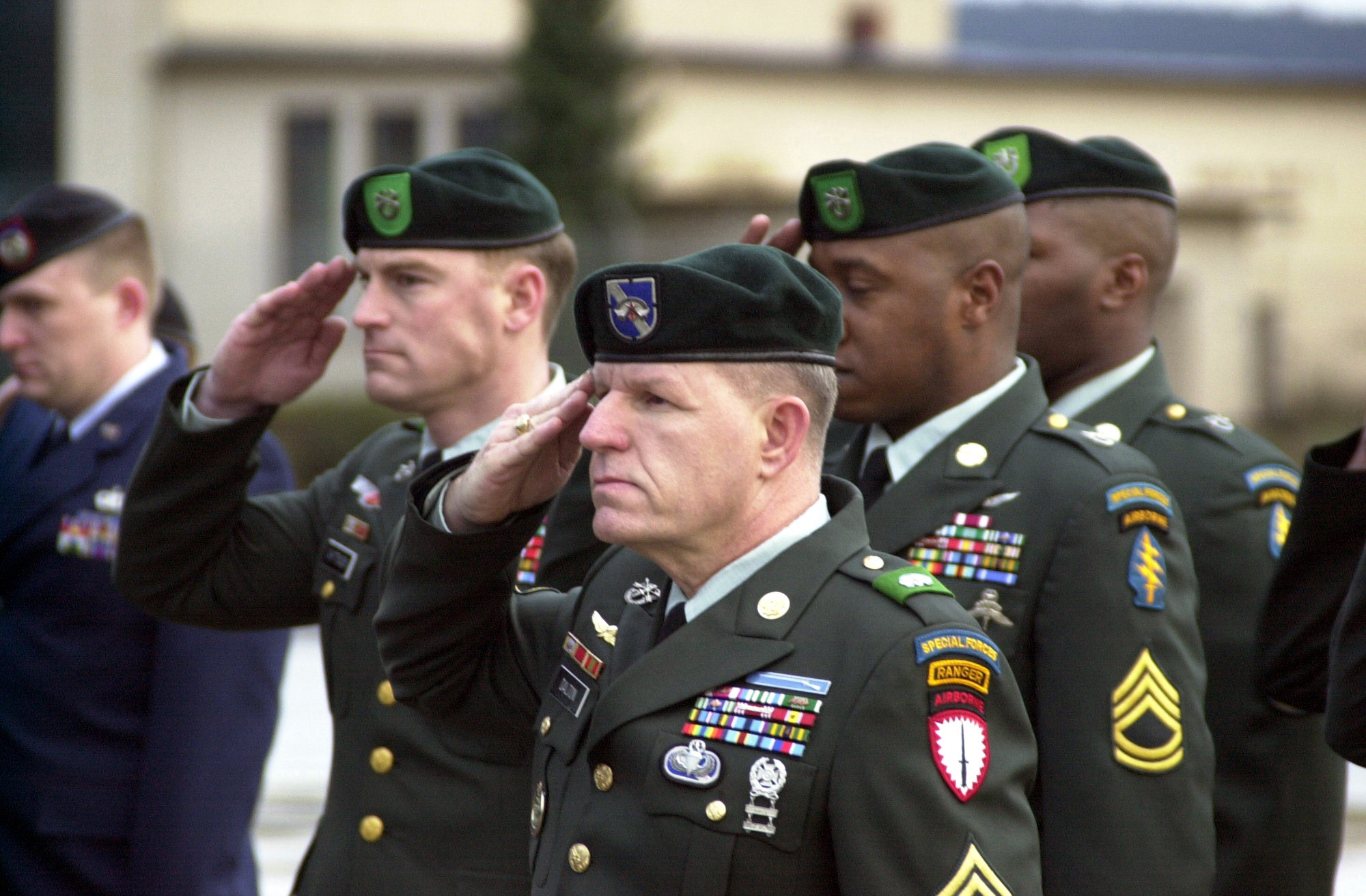
Soldaten erweisen gefallenen Kameraden die letzte Ehre auf der Ramstein Air Base

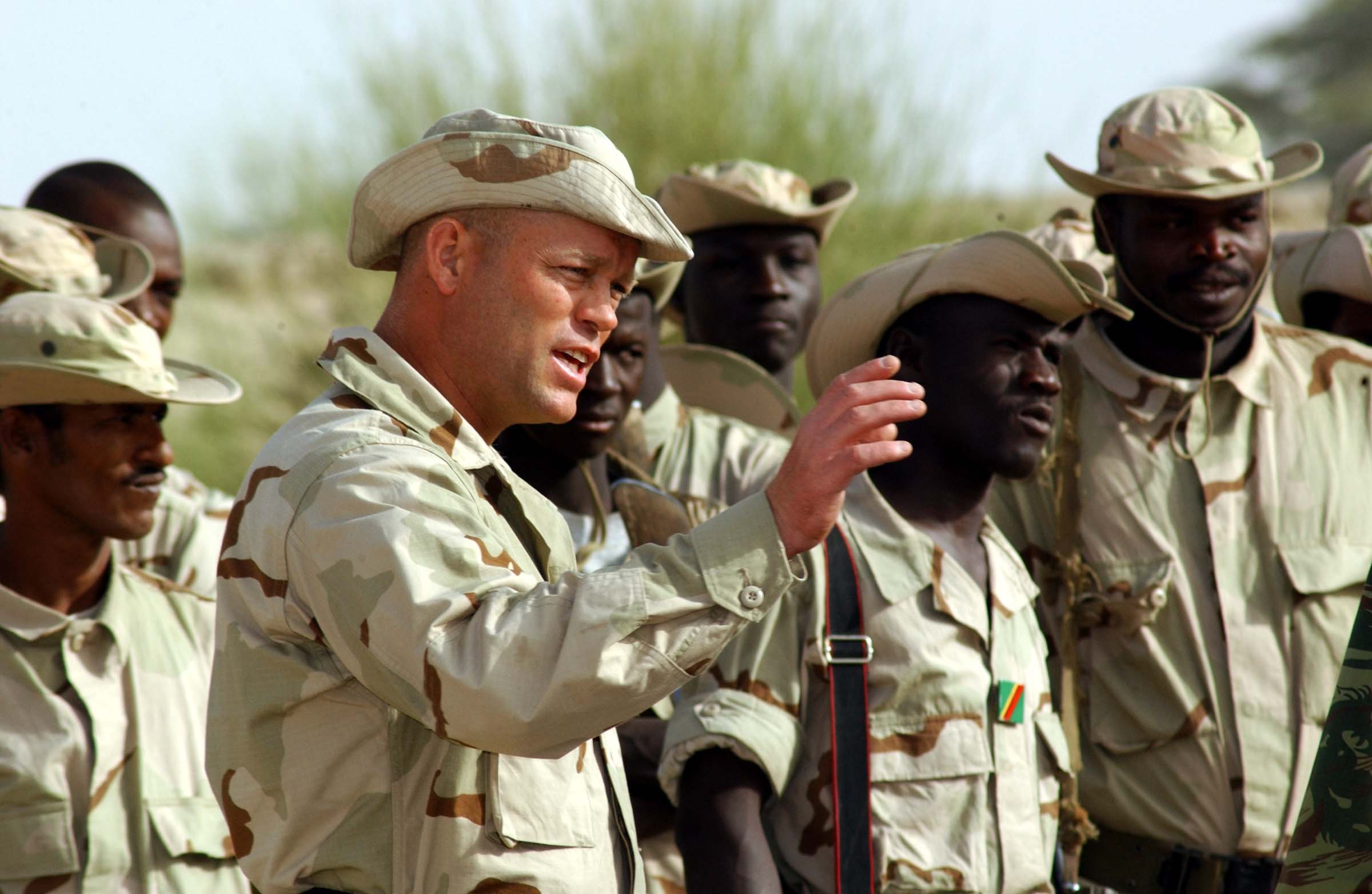
Soldat der 10th SOG bei der Ausbildung von Soldaten des malischen Militärs

Dessen Kommandeur, General Norman Schwarzkopf, Jr., wollte die Sondereinsatzkräfte aufgrund seiner mit ihnen im Vietnamkrieg gesammelten negativen Erfahrungen nicht einsetzen. Das strategisch hinderliche Konkurrenzgebaren der Special Forces und der anderen Spezialeinheiten auf Grenada hatte diese Wahrnehmung bei Schwarzkopf zusätzlich verstärkt. Er befürchtete, sie nicht ausreichend kontrollieren zu können, wenn sie erst einmal im Rahmen eines Fernaufklärungseinsatzes (Deep Reconnaissance Mission) weit hinter feindlichen Linien operieren würden. Daher wollte er auf keinen Fall riskieren, dass ein solcher Einsatz eventuell eskalieren und ihn zu einem vorzeitigen Angriff zwingen würde, bevor die monatelange Truppenauf- und Bereitstellung abgeschlossen war.
Aus dieser Motivation heraus setzte Schwarzkopf die Special Forces anfänglich aufgrund ihrer Sprachkenntnisse lediglich als Dolmetscher und Verbindungsoffiziere ein. Als die Kampfhandlungen begannen, wurden dennoch etliche A-Teams tief hinter feindlichen Linien erfolgreich als Aufklärer eingesetzt. Letztendlich revidierte der Verlauf der Ereignisse die Vorbehalte Schwarzkopfs zu einem großen Teil. Auch in dieser zweiten großen Verbundoperation seit der Gründung des SOCOM (Oberkommando für Sondereinsätze) konnten die Spezialeinsatzkräfte ihre Effektivität innerhalb ihrer „besonderen militärischen Nische“ zur Überzeugung der Verantwortlichen unter Beweis stellen.
Nach fast 40 Jahren zog kaum noch eine Militärperson innerhalb der US-Streitkräfte den militärischen Nutzen oder die Existenz der Spezialeinsatzkräfte mehr in Zweifel. Die besondere kulturelle Vertrautheit zu ihr zugeteilten Regionen, ihre fundierten Sprachkenntnisse, gekoppelt mit den bewährten Kommandoeinsatzfähigkeiten, wurden nun als Garant für ihre unverzichtbare Rolle innerhalb der Operationsplanungen der Regionalkommandeure gesehen.
Seitdem waren die Sondereinsatzkräfte, außer an der Militärintervention in Mogadischu (Somalia), an jedem militärischen Konflikt der Vereinigten Staaten beteiligt. 1994 kamen sie auch im Rahmen der Besetzung Haitis (Operation Uphold Democracy) unter der Führung von Lieutenant General Henry H. Shelton, dem späteren Vorsitzenden der Vereinigten Stabschefs, zum Einsatz.
Im Kosovokrieg 1999, den die Vereinigten Staaten offiziell ohne Bodentruppen führten, waren sie als Aufklärer, Forward Air Controller und Zielmarkierer für die Air Force, aber auch gemeinsam mit der Delta Force im Rahmen verdeckter Operationen zur Festnahme serbischer Kriegsverbrecher, aktiv.
2003 war die Truppe an der Operation Iraqi Freedom beteiligt.
2006 waren Teile der 10th SFG im Rahmen der Operation Enduring Freedom in Mali und Mauretanien im Einsatz, wo sie einheimisches Militär im Antiterrorkampf ausbildete und gemeinsam mit ihnen ein so genanntes Joint Combined Exchange Training (dt. „Gemeinsame, kombinierte Austauschübung“) durchführte. Im selben Jahr waren das 1. und 3. Bataillon gemeinsam mit der 352nd Special Operations Group (dt. „Sondereinsatzgruppe“) der US Air Force im Senegal mit dem gleichen Auftrag.
Gegenwärtig ist die 5th SFG mit etlichen Truppenteilen im Irak und in Afghanistan zur Friedenssicherung und zum Kampf gegen die Taliban im Einsatz (Operation Enduring Freedom).

## Auftrag

### Auftragsdefinition
Die offizielle Auftragsdefinition lautet wie folgt:

“To plan and support special operations in any operational environment in peace, conflict, and war as directed by the National Command Authorities.”

„(frei übersetzt:) Auftrag ist das Planen und Unterstützen von Spezialoperationen in jeder Einsatzumgebung im Frieden, im Konfliktfall und im Krieg gemäß den Befehlen der National Command Authority (der nationalen Befehlsautorität).“

### Ziele

#### Traditionelle Ausrichtung
Die Einheit wurde ursprünglich aufgestellt, um selbstständig und in Kleingruppen monatelang tief in feindlichem Gebiet zu operieren. Dort sollte sie, möglichst durch die Einbeziehung einheimischer Kräfte, einen Guerillakrieg führen, der sich auf das Binden starker feindlicher Kräfte, das Stören der Nachschub- und Kommunikationswege und das Heranziehen, Ausbilden und Führen einheimischer Widerstandsgruppierungen konzentrierte. Die britische Bezeichnung für dieses Einsatzmuster ist Revolutionary Warfare und wird vom Special Air Service durchgeführt. Gleichzeitig wollte das Heer in der Lage sein, ähnliche feindliche Aktivitäten wirksam zu bekämpfen, was mit konventionellem Militär wegen der besonderen Bedingungen einer asymmetrischen Konfrontation nicht adäquat möglich ist. Die besonderen Erfahrungen im Zweiten Weltkrieg, bei denen das OSS derartige Operationsmuster vielfach erfolgreich ausgeführt hatte, stellten die konzeptionelle Grundlage für Sondereinsatzkräfte der Army.

#### Weiterentwickelte Ausrichtung
Besonders aufgrund der Erfahrungen im Vietnamkrieg entwickelte die Heeresführung das Einsatzspektrum der Einheit weiter. Heute bildet sie den Grundstock für amerikanische Militär- und Sicherheitsberatung weltweit, wodurch die Rolle dieser Truppe weit über die eines normalen militärischen Verbandes hinausgeht. Sie bildet bei der Ausführung zahlreicher Missionsprofile in Friedenszeiten und bei manchen Kriseninterventionen de facto den militärischen Arm des Außenministeriums und ist ein probates Instrument zur Umsetzung der außenpolitischen Direktiven der Vereinigten Staaten.
Die Regierung der Vereinigten Staaten gewährt Hilfestellung und Unterstützung in Sicherheitsfragen aller Art, aber auch in infrastruktureller Hinsicht. Die Special Forces bieten ihr die Möglichkeit, unerkannt oder mit wenig medialer Aufmerksamkeit diskret militärisch in Gastländern aktiv zu werden.

#### Militärberatung und Wechselkompetenzen zwischen Pentagon und State Department
Ihre Eigenschaft als Militärberatungskomponente verleiht der Truppe die Fähigkeit, auch in Friedenszeiten aktiv zum Einsatz zu kommen, anders als normales Militär, das im Frieden nur durch Präsenz seine Stärke projiziert, aber nicht im Einsatz ist. In dieser Funktion arbeiten die Special Forces meist unter der Ägide des State Departments. Diese Einsätze werden vorab zwischen dem Verteidigungsministerium und dem Außenministerium abgestimmt. In Krisensituationen verlagert sich die Verantwortlichkeit in den meisten Fällen zum Verteidigungsministerium, im Krieg liegt sie ganz bei diesem.
Im Vergleich zu anderen Spezialeinheiten der US-Streitkräfte gelten die Special Forces als die am vielseitigsten ausgebildete Truppe des US-Militärs. Dies liegt in der Tatsache begründet, dass die Einsatzprofile jener Einheiten rein militärischer Natur sind, nicht aber das weitreichende Feld der Militär- und Sicherheitsberatung umfassen, zu der eine sehr viel umfangreichere Ausbildung und eine spezielle kulturelle und sprachliche Schulung erforderlich ist.

### Einsatzprofile
Das Einsatzspektrum der Special Forces hat sich seit ihrer Aufstellung im Zeitalter des Kalten Krieges und der Stellvertreterkriege neuen Anforderungen angepasst und erweitert. Keine andere Einheit der Vereinigten Staaten kann eine derartig weitgefächerte Auswahl von möglichen Missionsprofilen durchführen. Dabei unterscheidet man zwischen „Hauptaufgaben“ (Main Activities) und „Nebenaufgaben“ (Collateral Activities), die zusätzlich zum eigentlichen Einsatzziel geleistet werden. Seit der Operation Desert Storm ist auch noch formal die Bündnispflege (Coalition Support) hinzugekommen, allerdings ist dieser Bereich im Wesentlichen ein Querschnitt aus den anderen beiden.
- die „Stärkung der inneren Sicherheit“ und Stabilisierung anderer Staaten (Foreign Internal Defense, FID) ist der mittlerweile wichtigste und häufigste Auftrage,[47] um deren Regierbarkeit zu stärken. Dies geschieht durch Ausbildung, Organisation und Beratung einheimischer Sicherheitskräfte, wie Militär, Nachrichtendienste und Polizei, um sie gegen Aufstände, Widerstandsgruppen und organisierte Kriminalität besser zu wappnen. Ziel ist dabei auch die Fähigkeit, das erlernte Wissen auch nach Abzug der Special Forces selbstständig weiterzugeben. Diese Aufgabe kann sowohl vor einem drohenden militärischen Konflikt, währenddessen als auch danach, beim Wiederaufbau, ausgeführt werden.
- die unkonventionelle Kriegführung (Unconventional Warfare, UW) ist der klassische Auftrag der Special Forces,[48] bei der verdeckt einheimische Widerstandsgruppen, einheimische Volksgruppen oder Milizen in Guerillakriegführung ausgebildet, unterstützt und ausgerüstet werden. Diese Operationen geschehen im Einklang mit der Exekutive der Vereinigten Staaten und sind zeitlich meist langfristig angelegt.
- im Weiteren dazu die Fernaufklärung (Special Reconnaissance, SR) tief in feindlich kontrolliertem Gebiet,
- sowie die klassische Kommandooperation mit Handstreich oder Hinterhalt als (Direct Action, DA)[49] kann durch die Einheit ausgeführt werden. Dabei handelt es sich um einen militärischen Überfall, um entweder gefangene Personen zu befreien und zurückzuführen oder feindliche Einrichtungen und Ausrüstungsgegenstände hinter den Linien einzunehmen, zu erbeuten oder zu zerstören.
- „Sondereinsatz“ (Special Activity, SA) sind politisch brisanteste Missionen.[50] Dabei geht es entweder um die gezielte Tötung oder Entführung einer Einzelperson wie eines Diktators oder eines Kriegsverbrechers, oder um die verdeckte[51] Aufklärung in einem feindlichen Land. Diese Operationen müssen direkt vom Präsidenten autorisiert werden und werden inoffiziell ausgeführt. Das heißt, dass die beteiligten Soldaten bei einer Gefangennahme offiziell verleugnet werden, so wie auch die gesamte Operation. Einsatz, Angriffsziel und beteiligte Einheit bleiben auch intern geheim.
- Suche und Rettung im Gefecht (Combat Search and Rescue, CSAR) sind Einsätze um hinter feindlichen Linien versprengtes oder abgestürztes militärisches Personal zu retten, bevor es in Kriegsgefangenschaft gerät.
- Terrorismusbekämpfung (Counter Terrorism, CT)[52] sind seit den 1980er Jahren Einsätze der Special Forces, mit dem Auftrag der Bekämpfung terroristischer Kräfte in einem Einsatzland. Dieser wird aber in erster Linie passiv durchgeführt, und ausländische Sicherheitskräfte in der Terrorbekämpfung ausgebildet und weniger von der Truppe im Einsatz aktiv angewandt, da dafür die Delta Force zuständig ist.
- „Informationskriegführung“ (Information Operations, IO) ist ein weiterer Einsatzauftrage, bei der die Nachrichten- und Kommunikationsnetzwerke des Feindes, wie Computer- und Telekommunikationseinrichtungen, gezielt gestört, unterbrochen oder manipuliert werden.
- Drogenbekämpfung (Counter Drug Operations, CD) wird erst seit 1982 von den Special Forces durchgeführt, stellt im Wesentlichen eine Mischung zwischen dem FID- und DA-Auftragsprofil dar, richtet sich aber überwiegend gegen nichtstaatliche Akteure. Sie zielt meistens auf einen Komplex, die Unterbrechung des Drogenexports aus dem Herstellungsland, die Vernichtung der Infrastruktur der Drogenkartelle und der -produktion sowie die Ausbildung und Unterstützung der mit dieser Aufgabe befassten einheimischen Sicherheitsorgane.
- Psychologische Kriegführung (Psychological Operations, PSYOPS)[53] ist ein auf das Zielland abgestimmter Maßnahmenkatalog, der die Einstellung von Kombattanten, Nichtkombattanten und Bevölkerung eines Gastlandes gegenüber den USA positiv beeinflussen soll. Dabei wird die Nachrichtenlage, das öffentliche Leben und die allgemeine Informationslage durch Einfluss auf einheimische und durch eigene Massenmedien aktiv beeinflusst, dies schließt Propaganda, Manipulation und Zwang ein.
- Aufträge im Bereich „zivile Angelegenheiten“ (Civil Affairs, CA)[54] versucht Einfluss auf die Einstellung der Zivilbevölkerung zu nehmen. Dies geschieht durch eine Mischung infrastruktureller Maßnahmen, humanitärer Hilfe, Werbung und Öffentlichkeitsarbeit. CA-Aufträge werden meist in Ländern durchgeführt, in denen eigenes oder verbündetes Militär operiert, um die Sicherheitslage zu stabilisieren und feindlichen Guerillaaktivitäten entgegenzuwirken, wie beispielsweise zurzeit im Irak und Afghanistan.
- Bekämpfung und Eindämmung der Proliferation von Massenvernichtungswaffen (Counterproliferation, CP).[55] Dieses Einsatzprofil umfasst sowohl operative Maßnahmen gegen Staaten oder kriminelle Gruppierungen, die Atomwaffen widerrechtlich herstellen, verbreiten oder damit Handel treiben, als auch das Aufklären solcher Aktivitäten, sowie die bewaffnete Begleitung von Diplomaten und Wissenschaftlern in ihrer Eigenschaft als Verifizierungsorgan zur Durchsetzung von Waffenkontrolle und der Einhaltung von Ein- und Ausfuhrbestimmung im Rahmen entsprechender internationaler Abkommen.
- Friedenserhaltende und -sichernde Einsätze (Peace Operations) dienen zur Durchsetzung und Erhaltung von vertraglichen Friedensbedingungen und Grenzen zwischen ehemaligen feindlichen Kombattanten, beispielsweise bei UNO-Mandaten.
- Bestandteil von Peace Operations ist meist humanitäre Minenräumung (Humanitarian Demining Operations, HD)[56] kombiniert. Dabei wird sowohl direkt Minenräumung durchgeführt als auch entsprechendes einheimisches Personal darin ausgebildet. HD ist eine typische Collateral Activity, da sie selten ohne einen entsprechenden Hauptauftrag eigenständig durchgeführt wird.
- humanitäre Hilfe (Humanitarian Assistance, HA) ist ein unterstützender Auftrag, bei der die Special Forces bei der Beseitigung der Folgen von Naturkatastrophen, bei Hungersnöten oder Flüchtlingskrisen mitwirken.
- „Sicherheitshilfe“ (Security Assistance, SA) umfasst die Ausbildung von Personal des Gastlandes in der Bedienung und im Einsatz amerikanischer Ausrüstungsgüter, und erfolgt meist im Zusammenwirken mit dem US-Außenministerium.
- Soldaten der Truppe werden häufig auch auf Grund ihrer besonderen Sprachkenntnisse und kultureller Kenntnisse der Einsatzregion als Verbindungsoffiziere sowie als Sprachaufklärer und Sprachmittler zwischen eigenen und alliierten Kräften eingesetzt.

### Rechtliche Problematik

#### Rechtsgrundlage
Die Rechtsgrundlage für den Einsatz und die Befugnisse dieser Spezialeinheit sind dieselben wie für das gesamte Militär, wie sie die Verfassung der Vereinigten Staaten festlegt. Laut Artikel II, Abschnitt 2, Absatz I, Satz 1 der Verfassung ist der Präsident „Oberbefehlshaber der Armee und der Flotte der Vereinigten Staaten und der Miliz der Einzelstaaten, wenn diese zur aktiven Dienstleistung für die Vereinigten Staaten aufgerufen [sic!] wird“. „Das Recht, [anderen Nationen] den Krieg zu erklären“, hat gemäß Artikel I, Abschnitt 8, Satz 111 jedoch nur das Parlament, das einen Krieg mit einer Zweidrittelmehrheit beider Kammern absegnen muss. Gerade nach dem Koreakrieg gingen Präsidenten dazu über, Einsätze der Streitkräfte als Polizeiaktionen zu deklarieren, was die unbedingte Kriegserklärungskompetenz der Legislative aushöhlte. Daher beschloss der Kongress 1973 durch Überstimmung des Vetos des damaligen Präsidenten Nixon die War Powers Resolution. Sie legte fest, dass der Präsident den Kongress binnen 48 Stunden über die Aufnahme jeglicher kriegerischer Handlungen zu informieren hat. Der Einsatz muss nach 60 Tagen beendet sein, bevor der Präsident eine Verlängerung um weitere 30 Tage beantragen muss. Diese kann der Kongress in dringenden Ausnahmefällen gewähren, bevor er zu einer formalen Kriegserklärung übergehen muss.

#### Kontroversen und Ausnahmetatbestände
Grundsätzlich sind alle Einsätze den genannten Bestimmungen unterworfen, dennoch lässt der National Security Act der Exekutive und damit dem Präsidenten als Oberbefehlshaber der Streitkräfte an sich in Fällen der Bedrohung oder Gefährdung das Recht, sich in Ausnahmefällen qua Presidential Order (Präsidentendirektive) darüber hinwegzusetzen und gegebenenfalls auch eine „gezielte Tötung“ oder Folter anzuordnen beziehungsweise zu genehmigen, wenn es dem Interesse der nationalen Sicherheit dient. Es handelt sich dabei um Einzelfallentscheidungen.

#### Wertung nach internationalem Recht
Eine Diskussion oder Wertung der Operationen der Special Forces im Hinblick auf die Rechtmäßigkeit nach internationalen Normen wie dem Völkerrecht oder dem Kriegsrecht ist, ebenso wie bei Geheimdiensten und Spezialeinheiten anderer Länder (britischer Special Air Service oder deutsches KSK), problematisch. Dies gilt besonders für präventive Einsätze außerhalb des Geltungsbereichs US-amerikanischen Rechts, aber auch für fragwürdige Verhörmethoden, bis hin zum Verdacht auf Anwendung von Folter.

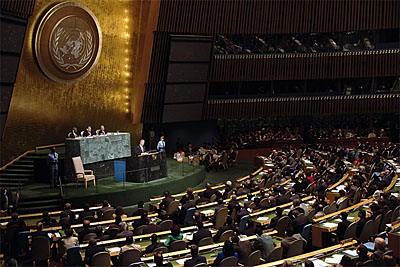
Die Generalversammlung der Vereinten Nationen

Verdeckte Operationen vom Militär durchführen zu lassen, ist unter anderem deswegen rechtlich problematisch, weil das Militär anderen Gesetzen unterworfen ist als Nachrichtendienste. So ist die CIA verpflichtet, dem Kongress über ihre verdeckten Aktivitäten Bericht zu erstatten. Eine Verlagerung dieser Aktionen in den militärischen Kompetenzbereich des Nationalen Sicherheitsrates und damit einem weniger kontrollierten Teil der Exekutive würde eine Stärkung des Präsidenten bewirken und wäre geeignet, dem Parlament die Kontrolle über verdeckte Operationen zu erschweren oder sogar zu entziehen.
Militärische Einheiten, die im Grenzbereich zu Nachrichtendiensten oder auch wie diese verdeckt und mit ihnen gemeinsam operieren, wie die Special Forces oder die Delta Force, sind ein Instrument zur Durchsetzung politischer Interessen der Vereinigten Staaten. Die Gesetzgebung zur Nationalen Sicherheit lässt etliche Ausnahmetatbestände zu, die sonst nach amerikanischem Recht ungesetzlich sind. Einige Einsätze in Zentralamerika müssen mit einiger Wahrscheinlichkeit so bewertet werden, wie Gerichte im Falle der Iran-Contra-Affäre nachträglich feststellten. Die USA wurden Mitte der 1980er Jahre sogar wegen ihrer militärischen und paramilitärischen Aktionen in und gegen Nicaragua (Contra-Krieg) vom Internationalen Gerichtshof in Den Haag zu einer Zahlung von 2,4 Milliarden US-Dollar verurteilt. Die USA zahlten nicht und bestritten die Zuständigkeit des Gerichts, obwohl sie Richter an den Gerichtshof entsandt hatten. Folgenlos blieb auch eine Resolution der UNO-Generalversammlung, in der die USA aufgefordert wurden, dem Urteil zu folgen.

## Organisation

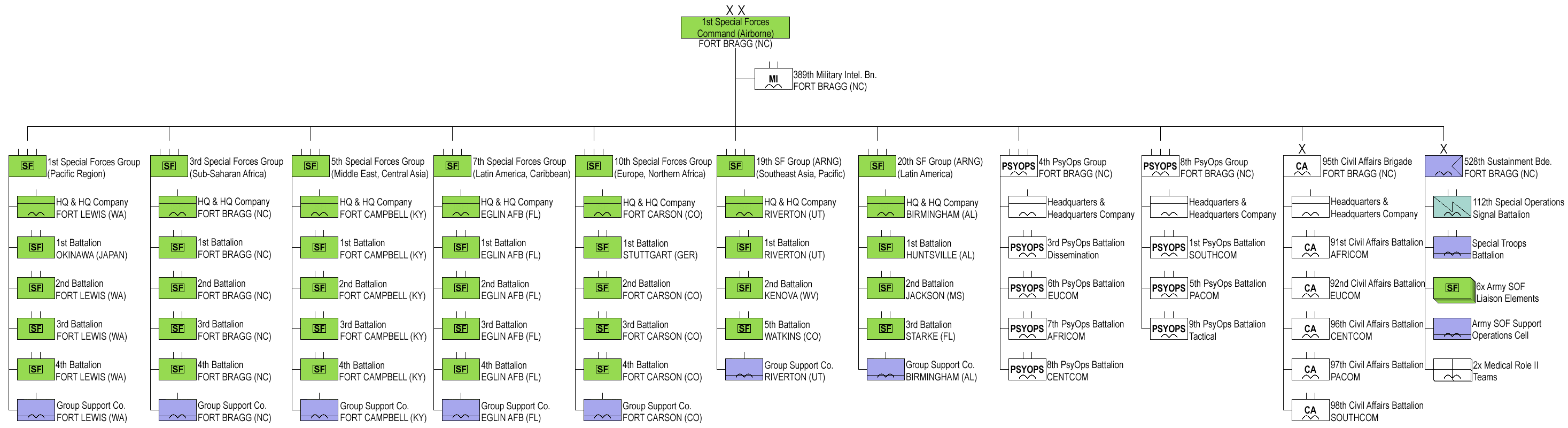
Struktur Army Special Forces Command - April 2020 (Militärische Symbole)

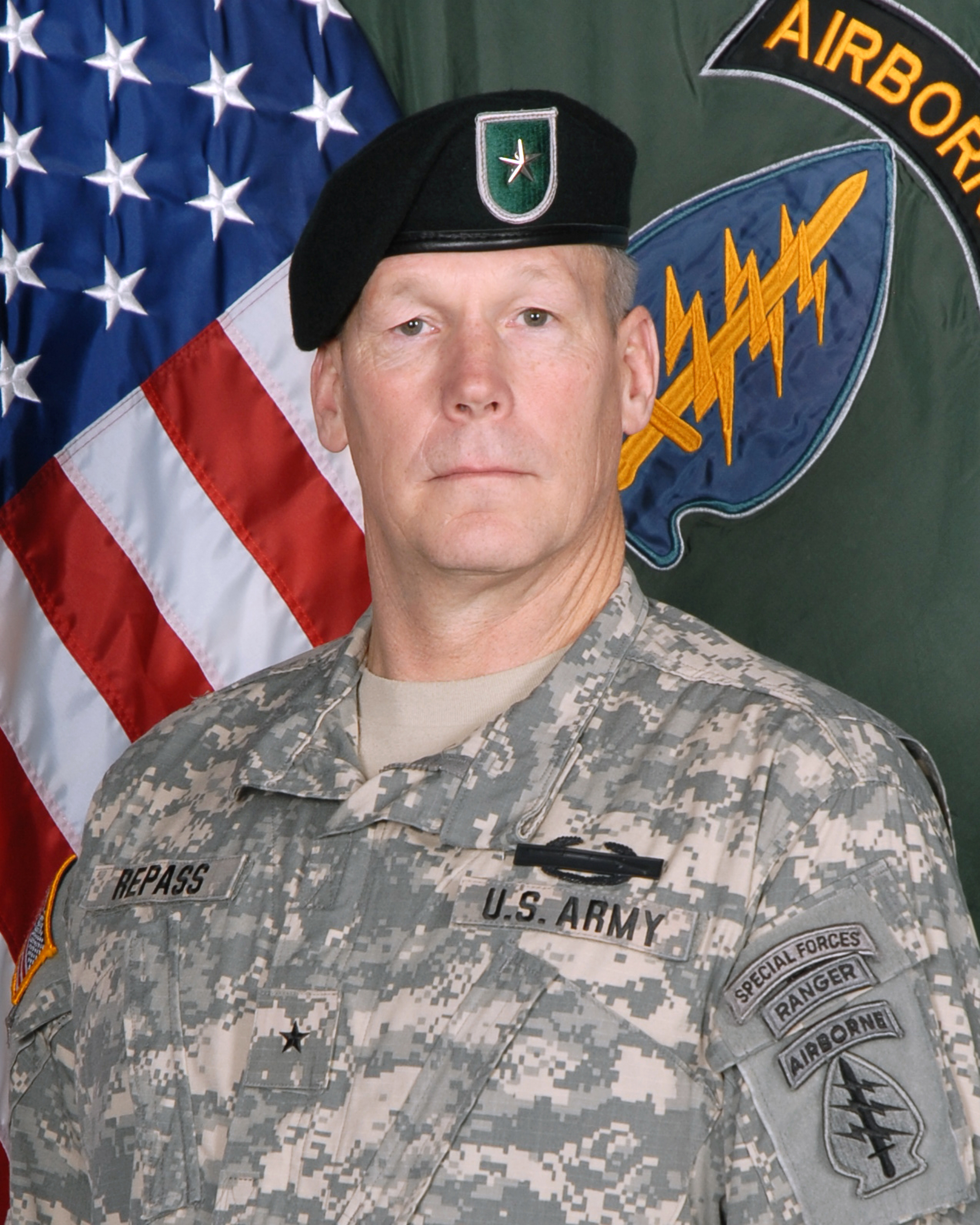
Kommandeur Brigadier General Michael S. Repass

Zusammen mit dem 75th Ranger Regiment und dem 160th Special Operations Aviation Regiment (Airborne) bilden die Army Special Forces die operative Komponente des US Army Special Operations Command (ARSOC) (dt. „Heeresoberkommando für Sondereinsätze“). Das ARSOC wiederum bildet zusammen mit Einheiten aus anderen Teilstreitkräften – dem Naval Special Warfare Command (dt. „Marineoberkommando für spezielle Kriegführung“), dem Air Force Special Operations Command (dt. „Luftwaffenoberkommando für Sondereinsätze“), dem Marine Corps Forces Special Operations Command (dt. „Marineinfanterieoberkommando für Sondereinsätze“) und dem US Joint Special Operations Command (JSOC) (dt. „Verbundoberkommando für Sondereinsätze“) – unter dem Kommando des US Special Operations Command (SOCOM) (dt. „Oberkommando für Sondereinsätze“) die Spezialeinsatzkräfte (Special Operations Forces) des US-Militärs.
Das Army Special Forces Command entspricht in seiner Größe etwa einer kompletten Division und bildet damit die größte Einheit der Spezialtruppen der Army und den größten geschlossenen Einzelverband aller Spezialeinsatzkräfte der US-Streitkräfte mit zirka 10.000 Mann Personal. Aufgrund ihrer speziellen Aufgaben sind die Green Berets jedoch nur ansatzweise wie eine klassische militärische Einheit organisiert. Kleinere oder größere Kräfte sind permanent weltweit stationiert oder im Einsatz.
Das Army Special Forces Command umfasst sieben Special-Forces-Gruppen, zwei von ihnen gehören der National Guard an und sind, vereinfacht dargestellt, Reserve-Einheiten, die anderen fünf sind Teil des stehenden Heeres.
Darüber hinaus existieren noch vier Züge für chemische Kriegführung (Chemical Reconnaissance Detachment (CRD)), die organisatorisch unabhängig sind und dem Special Forces Command direkt unterstehen (zwei regulär und zwei Nationalgarde). Die CRDs sind die einzige Komponente innerhalb des Army Special Operations Commands mit der Fähigkeit zum Aufspüren, zur Identifizierung und zur Abwehr chemischer Kampfstoffe.

### Struktur

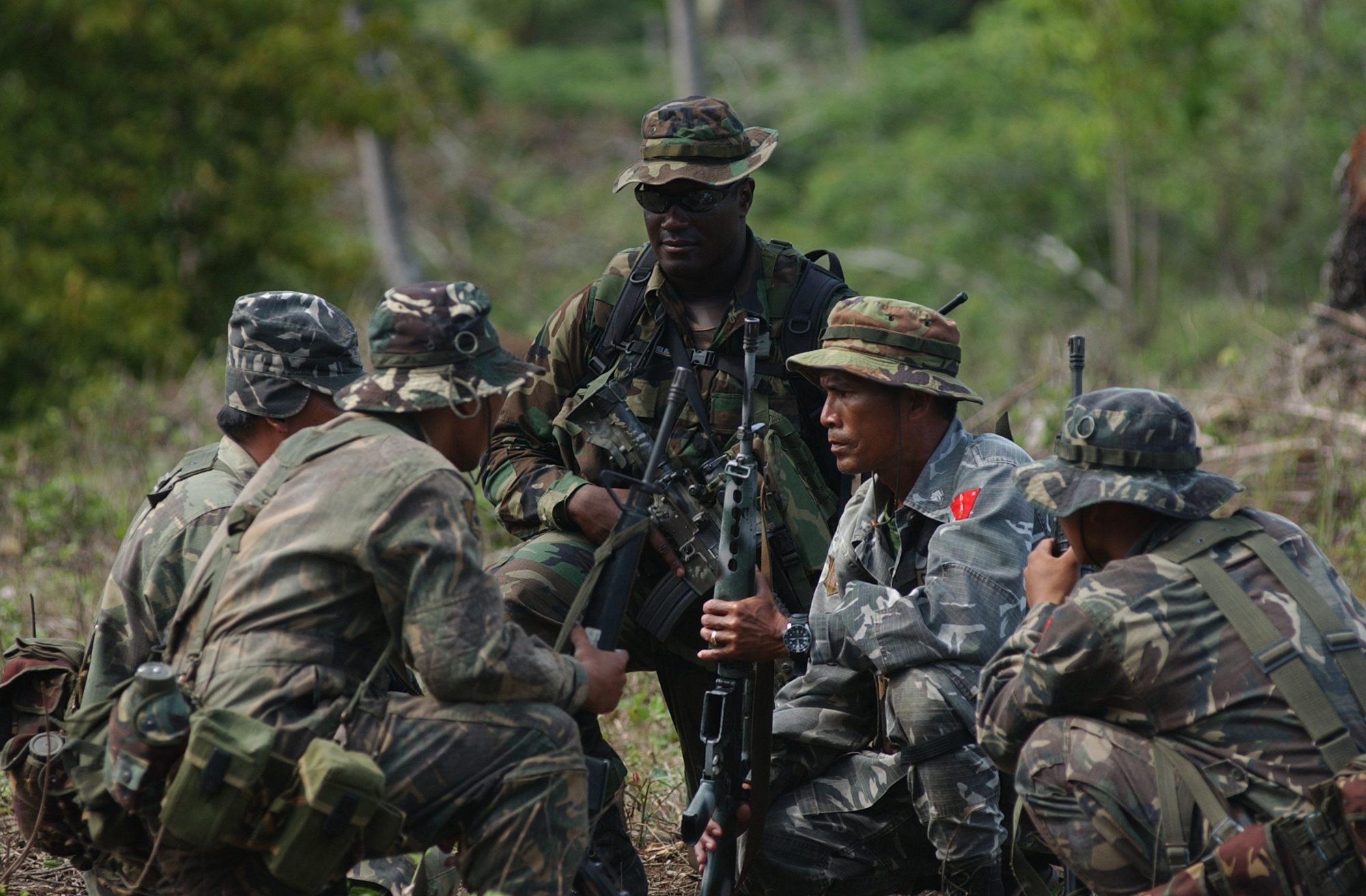
Ein Angehöriger der Special Forces bei der Ausbildung philippinischer Streitkräfte

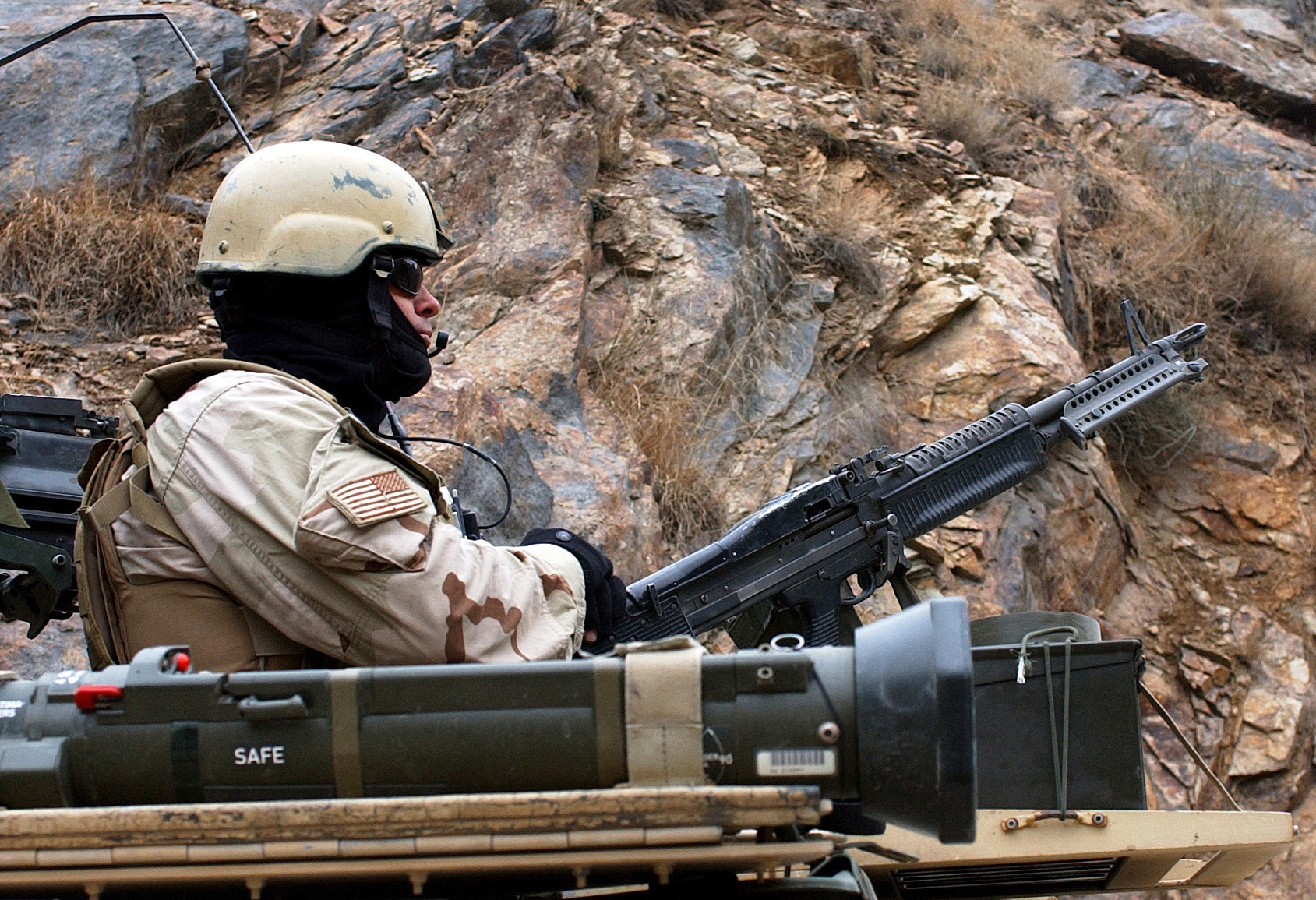
Sergeant der 19th SFG am M-60 MG eines HMMWV in Afghanistan

Die Struktur weicht von der Mannstärke und der Bezeichnung der einzelnen Einheiten erheblich von der konventionellen Militärs ab und gliedert sich wie folgt:

#### Gruppe
Jede Gruppe (group) hat eine Stärke von ungefähr 2000 Soldaten und entspricht ungefähr einem konventionellen Infanterieregiment. Sie besteht aus vier Bataillonen (zu 383 Soldaten), einem Gruppenversorgungsbataillon (Group Support Battalion) und einer verstärkten Stabskompanie (Headquarters and Headquarters Command) mit einer Stärke von 89 Soldaten.

#### Bataillon
Ein Bataillon mit einer Sollstärke von 383 Mann besteht aus drei Kompanien (zu 83 Soldaten), einer Unterstützungskompanie, einer Führungsgruppe (14 Soldaten) und einem Stabszug mit 37 Soldaten. Auf Bataillonsebene setzten sich die Kompanien (Alpha, Bravo, Charlie) aus Spezialisten für alle Einsatzschwerpunkte zusammen. In jedem Bataillon gibt es je einen Zug mit UWO-Spezialisten (Underwater Operations, Kampfschwimmer) und einen mit Military-Freefall-Spezialisten.

#### Kompanie
Eine Kompanie besteht aus sechs Operational Detachments Alpha (ODA) (dt. etwa Einsatzfähige Abteilung Typ Alpha, gemeint ist ein Zug) mit jeweils zwölf Mann und einem ODB (Operational Detachment Beta, Stabszug) mit elf Mann.

#### Zug
Ein ODA oder A-Team ist die kleinste taktische Einheit der Special Forces, entspricht der Zugebene bei konventionellen Army-Einheiten und besteht nominell aus zwölf Mann. Dabei sind jeweils zwei Spezialisten pro militärischer Kernkompetenz vertreten.
- Führung: Besteht aus dem Kommandanten (Captain) [18A] (die in den eckigen Klammern gehaltenen Codes bezeichnen die militärische Laufbahnverwendung (Military Occupational Specialty)) und seinem Stellvertreter (Warrant Officer) [180A].
- Planung und Aufklärung: Mindestens ein Master Sergeant [18Z] und ein niederrangiger Unteroffiziersdienstgrad [18F].
- Waffen: Zwei Unteroffiziere [18B]
- Pionierwesen: Zwei Unteroffiziere [18C]
- Sanitätswesen: Zwei Sanitätsspezialisten [18D]
- Fernmeldewesen: Zwei Fernmeldeunteroffiziere [18E]

Alle Mitglieder sind vertraut mit den Sprachen ihres Einsatzgebietes und in der Lage, mehrere technisch-militärische Aufgaben im Team wahrzunehmen. Sie operieren, geführt durch den Stab einer Armeegruppe, verdeckt und sind in der Lage, bis zu einer Einsatztiefe von 800 km ohne Versorgung eingesetzt zu werden. Dabei sind sie zu Lande, zu Wasser und auf dem Luftweg verlegbar.
Das Team kann sich in zwei Untergruppen teilen. Ihre Aufgabe ist es, Personen auf gegnerischem Gebiet zu rekrutieren, Partisaneneinheiten zu formieren und diese zum Einsatz gegen kleinere gegnerische Einheiten und Objekte zu bringen. Der Stabschef der Partisanenformation wird aus den Einheimischen bestimmt. Parallel zu ihren direkten Aufgaben trainieren die Teams während ihrer Einsätze bei jeder Gelegenheit verbündete Einheiten bis zu Bataillonsgröße. Ein A-Team pro Kompanie verfügt über eine Kampftaucherzusatzausbildung SCUBA und ein weiteres über eine spezielle Fallschirmsprungausbildung für Sprünge aus großer Höhe mit extrem niedriger Schirmöffnungshöhe HALO (high altitude low opening).

### Die Gruppen der Sondereinsatzkräfte
Zurzeit gibt es fünf aktive Gruppen und zwei der Nationalgarde. Jede aktive Gruppe unterstützt primär ein regionales Oberkommando und deren untergeordnetes Komponentenkommando für Sondereinsätze:
- Das Hauptquartier der 1st Special Forces Group (Airborne) befindet sich in Fort Lewis, Washington. Sie wurde am 24. Juni 1957 aufgestellt, am 30. Oktober 1960 reorganisiert, am 23. Juni 1974 deaktiviert und am 15. März 1984 wieder aktiviert.
  - Das 1. Bataillon ist auf der Torii Station, Okinawa (Japan), stationiert. Seine Hauptaufgaben bestehen aus gemeinsamen Übungen mit verbündeten Streitkräften und dem Stellen von Bereitschaftskräften für schnelle Krisenreaktion in ihrem Verantwortungsbereich Südostasien und im Pazifischen Raum.[70]
  - Das 2., 3. und 4. Bataillon wurden 1984 in Fort Lewis, Washington, stationiert. Ansonsten ist lediglich bekannt, dass das 3. Bataillon mehrere Einsätze in Thailand absolviert hat.
- Das Hauptquartier der 3rd Special Forces Group (Airborne) befindet sich in Fort Bragg, North Carolina. Sie wurde am 5. Dezember 1963 aufgestellt, am 1. Dezember 1969 aufgelöst und 1990 wieder reaktiviert. Ihr wichtigstes Einsatzgebiet ist der afrikanische Kontinent mit Ausnahme der Länder am Horn von Afrika Sudan, Ägypten, Äthiopien, Somalia, Dschibuti und Kenia, die zum Verantwortungsbereich der 5th Special Forces Group gehören. Dort trainieren ihre Mitglieder gemeinsam mit verbündeten europäischen Soldaten und – seit 1997 – auch mit afrikanischen Soldaten, um eine Truppe aufzustellen, die innerhalb kurzer Zeit Friedens- und humanitäre Einsätze ausführen kann.
- Das Hauptquartier der 5th Special Forces Group (Airborne) befindet sich in Fort Campbell, Kentucky. Sie wurde 1961 aufgestellt und ist seitdem ununterbrochen aktiv. Sie war in Vietnam eingesetzt, später in ihrem neu festgelegten Verantwortungsbereich, dem Nahen Osten, Zentralasien (die ehemaligen Sowjetrepubliken Kasachstan, Usbekistan, Turkmenistan und Kirgisistan) und den Ländern am Horn von Afrika. Die 5th Special Forces Group hat auch Einsätze in Somalia, Pakistan und Bosnien absolviert.
- Das Hauptquartier der 7th Special Forces Group (Airborne) befindet sich auf der Eglin Air Force Base, Florida. Sie wurde 1953 als 77th Special Forces aufgestellt, war die erste militärische Einheit der USA im Raum Vietnam (seit 1956) und wurde 1960 in ihre jetzige Form überführt. Nach Einsätzen in Vietnam war die Gruppe vor allem in ihrem neu festgelegten Verantwortungsbereich Südamerika aktiv, unter anderem in Panama, El Salvador, Honduras sowie in verschiedenen anderen Staaten im Kampf gegen den Drogenhandel. Eine Kompanie (C-Kompanie, 3. Bataillon) ist ständig in vorgeschobener Position in der Naval Station Roosevelt Roads (dt. „Marinestützpunkt Roosevelt Roads“) auf Puerto Rico stationiert.
- Das Hauptquartier der 10th Special Forces Group (Airborne) befindet sich in Fort Carson, Colorado. Sie wurde am 19. Juni 1952 aufgestellt und ist die dienstälteste Special Forces Group. Ihr Verantwortungsbereich umfasst Europa einschließlich Russland, das Gebiet der ehemaligen Sowjetrepubliken (außer Kasachstan, Usbekistan, Turkmenistan und Kirgisistan), Türkei, Libanon und Israel. Das 1. Bataillon ist heute in Böblingen (Deutschland) in der „Panzerkaserne“ stationiert, nachdem es seinen angestammten Standort Bad Tölz, den es seit 1953 innehatte, im Juli 1991 aufgegeben hatte.[71][72] Das 2., 3. und 4. Bataillon sind in Fort Carson stationiert.

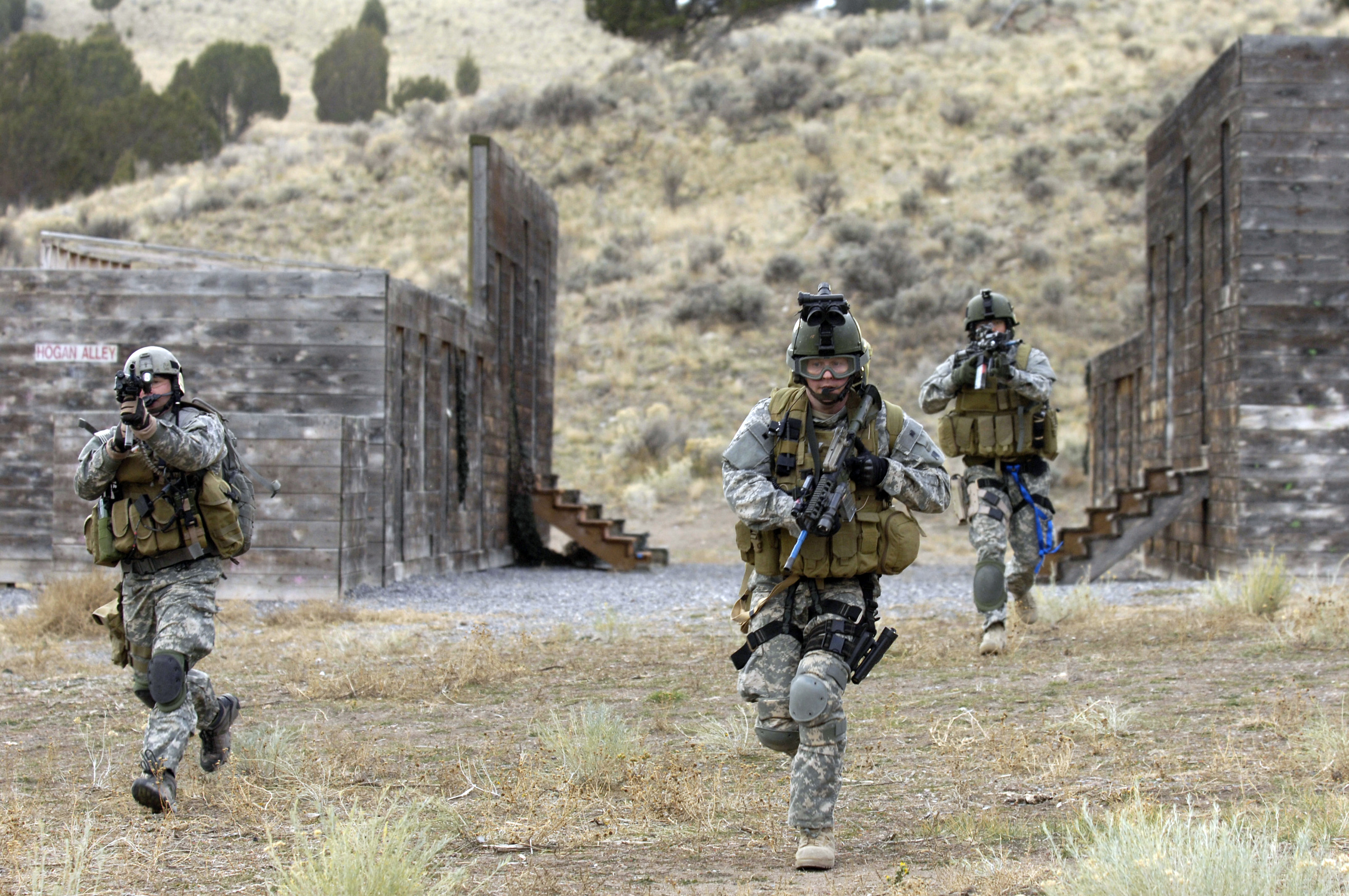
Angehörige der 19th SFG bei einer CSAR-Übung in Camp Williams, Utah, 2007

- Das Hauptquartier der 19th Special Forces Group (Airborne) befindet sich in Camp Williams, Utah. Sie gehört der Nationalgarde an. Der Verantwortungsbereich ist weit gefächert und umfasst Afrika, den Nahen Osten und den Asiatischen Raum.
- Das Hauptquartier der 20th Special Forces Group (Airborne) befindet sich in Birmingham, Alabama. Auch sie gehört der Nationalgarde an. Verantwortungsbereich und Operationsschwerpunkt sind Südamerika und die Karibik.

### Chemiewaffen-Aufklärungseinheiten
- 56th Chemical Reconnaissance Detachment, stationiert in Fort Campbell, Kentucky.
- 801st Chemical Reconnaissance Detachment, stationiert in Fort Bragg, North Carolina.
- 445th Chemical Reconnaissance Detachment (AR) der Army Reserve, stationiert im Fort George G. Meade, Maryland.
- 900th Chemical Reconnaissance Detachment (AR) der Army Reserve, stationiert in Fort Carson, Colorado.

## Rekrutierung und Ausbildung

### Rekrutierung
Grundsätzlich besteht das Personal nur aus Freiwilligen. Für die Auswahl der potentiellen Kandidaten und deren spätere Ausbildung ist die 1st Special Forces Training Group – Airborne (1st SFTG [A]) zuständig (dt. „1. Spezialeinsatzkräfte-Ausbildungsgruppe – Luftlandeeinheit“), einer Abteilung des John F. Kennedy Special Warfare Center and School (USAJFKSWCS), der zentralen Ausbildungseinrichtung für nichtkonventionelle Kriegführung der Army.
Seit 2016 spielt das Geschlecht bei der Bewerbung um eine Karriere bei den Army Special Forces keine Rolle mehr. Die Laufbahn wird als Military Occupational Specialty – MOS der Serie 18 bezeichnet.
Jährlich werden aus mehreren tausend Bewerbern, die aus dem großen Personalreservoir der Army, Reserve oder Nationalgarde kommen, zirka 400 Soldaten ausgewählt, die dem sehr hohen Anforderungsprofil entsprechen. Nach Abschluss der Rekrutierungs-, Auswahl- und Qualifikationsphase werden letztendlich nur 3 bis 5 % der Bewerber angenommen. Bei der Auswahl spielen Dienstgrad, Erfahrung, militärischer Hintergrund, physische Merkmale, obligatorische Fallschirmspringerqualifikation und Fremdsprachenkenntnisse eine entscheidende Rolle.

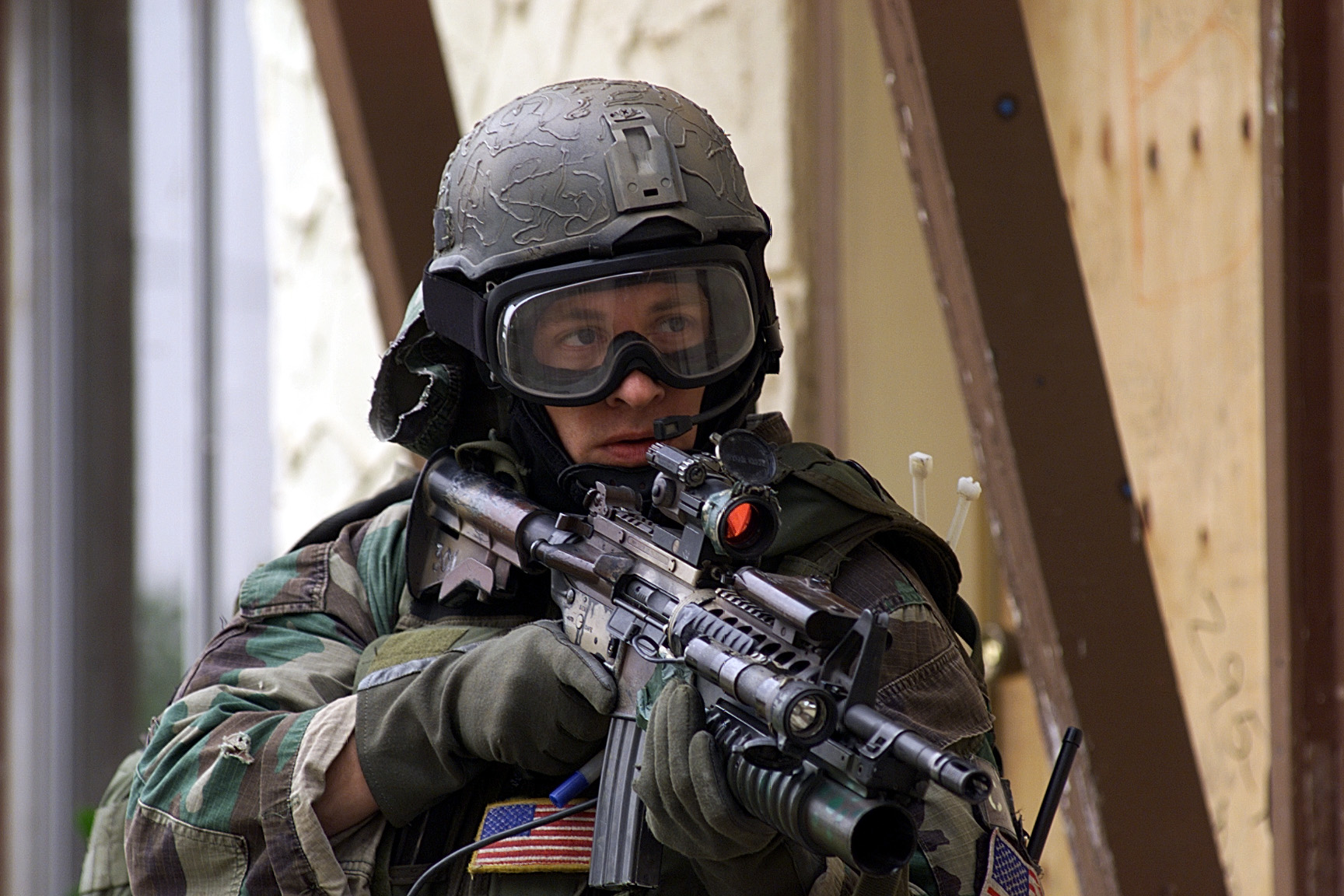
Soldat der Special Forces mit M4 im Anschlag

Traditionell kommen überwiegend Bewerber mit infanteristischem Hintergrund in Betracht, meist nachdem sie sich bereits bei anderen Einheiten, wie der 82. US-Luftlandedivision oder den Army Rangern qualifiziert haben.
In den letzten Jahren nahm der Personalpool der Army durch Truppenabbau stetig ab, während die Sollstärke der aktiven Spezialeinsatzkräfte aber konstant blieb. Dies hatte zwei Konsequenzen: Einerseits waren die Werber der Special Forces dadurch gezwungen, aus immer mehr Waffengattungen des Heeres zu rekrutieren. Andererseits wurden bereits vorhandene Verbandsmitglieder in erhöhtem Maße (auf freiwilliger Basis) zu einer längeren Dienstzeit verpflichtet. Beides hat zu dem positiven Effekt geführt, dass es inzwischen zu einer gesteigerten Aufgabenkompetenz und Erfahrungstiefe gekommen ist. 2018 durchlief die erste Soldatin erfolgreich den Special Forces Assessment and Selection Kurs und wurde für den Special Forces Qualification Course zugelassen.
Von dem Rekruten wird eine extreme körperliche Belastbarkeit gefordert, in größerem Maß jedoch geistige Flexibilität, Intelligenz und Besonnenheit.
Entgegen vielen Darstellungen in der Populärkultur wie der Filmtetralogie Rambo, deren fiktive Hauptfigur Angehöriger der Special Forces war, sind aggressive und physisch orientierte Soldaten weniger gefragt als besonnene und professionelle Spezialisten.
Jedem Rekruten wird das Lernen mindestens einer Fremdsprache aus der für ihn vorgesehen zukünftigen Einsatzregion auferlegt. Je nach Schwierigkeitsgrad kann allein die Sprachausbildung bis zu einem Jahr in Anspruch nehmen (zum Beispiel Arabisch oder Chinesisch). Die Army Special Forces rekrutieren von den qualifizierten Soldaten möglichst viele aus ethnischen Minderheiten der Vereinigten Staaten, da diese wegen ihres äußeren Erscheinungsbildes und ihrer kulturellen Kompetenzen dem Auftrag des Verbandes besser entsprechen können. So können sich Hispanics in Lateinamerika leichter als einheimische Zivilisten ausgeben.

### Auswahl(Assessment and Selection Course)

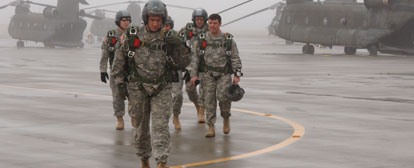
SF-Soldaten vor einem Sprungeinsatz (Übung)

Da die Ausbildung eines einsatzfähigen Soldaten über 100.000 Dollar kostet, ist die Army sehr daran interessiert, möglichst frühzeitig die ungeeigneten Bewerber festzustellen und auszusondern. Ein weiterer Grund ist die persönliche Situation des Rekruten. Meist wird seine Bewerbung in seiner alten Einheit negativ aufgenommen, weil Vorgesetzte besonders qualifizierte Soldaten ungern verlieren und Kameraden sie teilweise als Verräter betrachten oder neidisch sind. Je eher ein Bewerber bei Nichteignung zu seiner alten Einheit zurückkehren kann, desto geringer der „Flurschaden“ für den Gescheiterten. Oft quittieren auch Abgelehnte aus den genannten Gründen den Dienst, wenn sie zwar das Auswahlverfahren erfolgreich durchlaufen, aber in der anschließenden Qualifizierungsphase versagen.
Der Special Forces Assessment and Selection Course (dt. „Beurteilungs- und Auswahlkurs der Spezialkräfte“), das eigentliche Auswahlverfahren, wird von der 7. Kompanie des 1. Bataillons der 1st SFTG (Ausbildungsgruppe) an der Colonel Nick Rowe Special Forces Training Facility (dt. „Oberst-Nick-Rowe-Sondereinsatzkräfte-Trainingseinrichtung“) in Camp Mackall, North Carolina, westlich von Fort Bragg, durchgeführt und dauert 24 Tage.
Während dieser extremsten Phase der Selektion, bei der die Ausfallquote bis zu 60 % beträgt, werden die Aspiranten systematisch bis zur physischen Erschöpfung gebracht bei gleichzeitig eingeschränkter Verpflegung und Schlafentzug. Ziel dieser Tortur ist neben der physischen Komponente, vor allem diejenigen herauszufiltern, die unter extremster Belastung den inneren Willen offenbaren, in schier aussichtslosen Situationen bestehen zu wollen und nicht aufzugeben. Gleichzeitig wird bei so genannten Situations- und Reaktionsübungen mit nur gemeinschaftlich lösbaren Aufgaben die Teamfähigkeit getestet.
Diese mentale Stabilität und geistige Beweglichkeit auch bei stärkstem Stress und körperlicher Erschöpfung ist die Kernqualifikation, nach der gesucht wird.
Dazu durchläuft der Aspirant ein Programm aus Hindernisbahnen, Läufen, Gewaltmärschen mit voller Ausrüstung (zirka 25 kg) und Orientierungs- und Geländeübungen. Wer diesen Kurs besteht, erhält eine Einladung zum Qualifizierungsverfahren, der eigentlichen Ausbildung.
Bestandteil der Grundausbildung ist auch die Überlebensübung. Diese findet im Uwharrie National Forest in den Uwharrie Mountains, einem Teil der Appalachen in North Carolina, statt. „Bei ihr werden die Lehrgangsteilnehmer sich selbst überlassen und gnadenlos gejagt. Dabei sind sie nur mit einem Messer ausgerüstet und müssen sich ohne Verpflegung und Ausrüstung durchschlagen, mit den Verfolgern im Nacken. Diese Übung stellt den härtesten Teil der Ausbildung dar, und jene, die diese erfolgreich absolvieren, haben meist keinerlei Schwierigkeiten mehr, den Rest der Ausbildung zu bestehen.“

### Qualifizierung(Special Forces Qualification Course)
Nachdem der SFAS-Course die mögliche körperliche, mentale und charakterliche Eignung des Aspiranten bewiesen hat, beginnt mit dem Special Forces Qualification Course (SFQC) (dt. „Sondereinsatzkräfte-Qualifizierungs-Kurs“) die eigentliche Qualifizierung und Ausbildung des Soldaten, bei dem ihm alle Fertigkeiten und Erfahrungen vermittelt werden, die er später in sein Team einbringt. Obwohl hier nur noch wenige scheitern, ist dies der letzte Filter. Erst nach dem erfolgreichen Abschluss erhält der Bewerber „sein“ grünes Barett. Dieser Fortgeschrittenenlehrgang unterteilt sich in drei Phasen:

#### Phase 1
In Phase eins werden noch einmal die Grundlagen infanteristischer Gefechtsführung vertieft, um sicherzustellen, dass alle Aspiranten, auch die aus anderen Waffengattungen, über die gleichen Fähigkeiten verfügen. Dieser 39 Tage dauernde Kurs ist die letzte Möglichkeit, ungeeignete Bewerber vor Beginn der vergleichsweise sehr teuren Spezialisierung in Phase zwei auszusondern.

#### Phase 2
In Phase 2 wird die Gruppe der Bewerber nach den für die einzelnen festgelegten Tätigkeitscodes, wie Einsatzplanung für Offiziere und Warrant Officer (etwa vergleichbar mit einem Offizier des militärfachlichen Dienstes), Nachrichten (Aufklärung), Pionierwesen, Waffen, Sanitätswesen und Fernmeldewesen, neu zusammengestellt.
Je nach Bereich kann die Ausbildung zu den einzelnen Spezialisierungen (Kernkompetenzen) zwischen einem halben und einem Jahr dauern. Die Führungskurse für Offiziere, Warrant Officers und Nachrichtenwesen werden vom JFK Special Warfare Center teilweise auch an anderen Ausbildungseinrichtungen der Army durchgeführt. Der Sanitätsunteroffizierskurs wird dagegen vom Special Operations Medical Training Battalion (dt. „medizinisches Ausbildungsbataillon für Spezialeinsätze“) in Fort Bragg durchgeführt, das auch die Sanitäter der Delta Force und der Navy Seals ausbildet. Im Vergleich zu einem zivilen Rettungsassistenten liegt der Schwerpunkt dieser sehr umfangreichen Ausbildung in der Traumaversorgung. Mit einem Jahr Dauer ist dies der längste Spezialisierungskurs. Dabei durchlaufen die späteren Sanitäter auch Praktika in zivilen Notfallkliniken. Der Fernmeldeunteroffizierskurs wird überwiegend in Fort Gruber, Oklahoma, durchgeführt. Neben Telekommunikationstechniken aller Art werden auch Grundkenntnisse in elektronischer Datenverarbeitung vermittelt.

#### Phase 3
Während der 38 Tage dauernde Phase 3 werden Operationsplanung, Gefechtsfeldaufklärung, Luftlandeoperationen, Angriffs- und Isolationstechniken sowie interkulturelle Kommunikation trainiert.

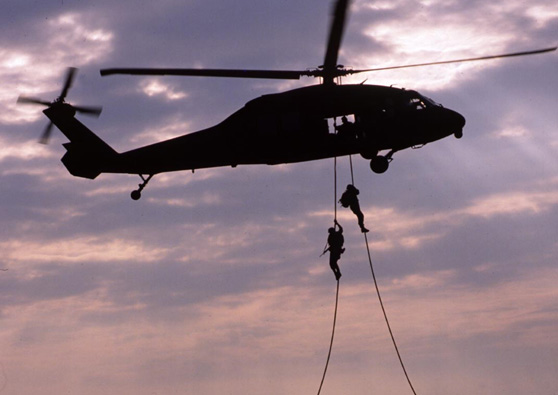
SF-Soldaten beim Abseilen von einem Sikorsky UH-60 Black Hawk

Danach werden die Aspiranten mit den Grundlagen der unkonventionellen Kriegs- und Gefechtsführung vertraut gemacht. Am Ende schließt der Lehrgang mit einer sehr umfangreichen und aufwendigen Feldübung, die als Robin Sage bezeichnet wird, ab. Dabei werden alle gelernten Fertigkeiten im Rahmen dieser größten und teuersten Dauerübung der Spezialeinsatzkräfte getestet. Die Vorbereitung, Planung und Durchführung dieses Manövers beginnt bereits am 16. Tag und nimmt damit mehr als die Hälfte der Phase drei ein. Das Pineland genannte Übungsgebiet mit einer Ausdehnung von mehreren hundert Quadratkilometern ist ein ziviles Landwirtschaftsgebiet nördlich von Fort Bragg und westlich von Camp MacKall. Während dieser Gefechtssimulation wird ein 75-tägiger Einsatz auf die Dauer von 15 Tagen komprimiert. Dabei müssen bis zu 12 A-Teams auf verschiedenen Wegen ein feindlich kontrolliertes Gebiet infiltrieren, um mit der dort operierenden Guerillabewegung Kontakt aufzunehmen, ihr Vertrauen gewinnen („Verhandeln“) und sie am Ende ausbilden und führen. Diese einheimische „Widerstandsbewegung“, die sogenannte G-Force, wird von Veteranen der Einheit gespielt. Danach werden gemeinsame Guerillaoperationen und schließlich die Unterstützung einer Invasion konventioneller Kräfte, beziehungsweise das Zusammenwirken mit ihnen aus dem Hinterhalt, simuliert. Nach dem „erfolgreichen Feldzug“ wird noch eine Demobilisierung der Guerillakräfte mit abschließender Exfiltration (dem Herauslösen aus dem Operationsgebiet) der einzelnen A-Teams durchgespielt.

### Weiterführende Ausbildungsabschnitte
Nach Abschluss der Qualifizierungsphase ist der Bewerber nun Angehöriger der Spezialeinsatzkräfte und erhält eine Fremdsprachenausbildung (mindestens eine Fremdsprache, meistens zwei), die zur regionalen Zuständigkeit seiner Special Forces Group passt.
Folgende Sprachen der jeweiligen Regionalkommandos stehen für die Army im Vordergrund und werden gelehrt:
- US European Command (EUCOM): Russisch, Deutsch, Französisch, Portugiesisch, Arabisch, Polnisch, Tschechisch und Ungarisch.
- US Pacific Command (PACCOM): Chinesisch, Russisch, Koreanisch, Indonesisch, Thai und Tagalog.
- US Central Command (CENTCOM): Arabisch, Persisch, Paschtu und Urdu.
- US Southern Command (SOUTHCOM): Spanisch und Portugiesisch.

Anschließend wird das SERE-Training (survival-, evasion-, resistance- and escape-training, dt.: „Überlebens-, Ausweich-, Widerstands- und Fluchttraining“), einer Vorbereitung auf Kriegsgefangenschaft, auf Verhörsituationen (in der Opferrolle) und einem Training zur Vermeidung der Gefangennahme und Flucht unter realistischen Bedingungen, durchlaufen.
Nach dem absolvierten SERE-Training erfolgt die Freifallausbildung an der Joint Military Freefall School (dt. „Gemeinsame Freifallschule“) auf dem Gelände des Yuma Proving Ground in Arizona, Arizona in der Sprungtechnik HAHO (eng. High Altitude – High Opening, dt. „Hohe Absprunghöhe – hohe Fallschirmöffnung“). HALO-Sprünge dienen nur noch der vorbereitenden Ausbildung und haben militärisch keine Bedeutung mehr.
Einige SOF-Angehörige werden an der Special Forces Underwater Operations School (dt. „Sondereinsatzkräfte-Schule für Unterwassereinsätze“) in Key West, Florida als Kampfschwimmer ausgebildet.

## Ausrüstung

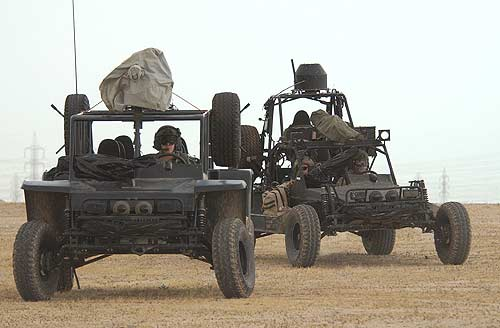
Light Strike Vehicle (LSV)

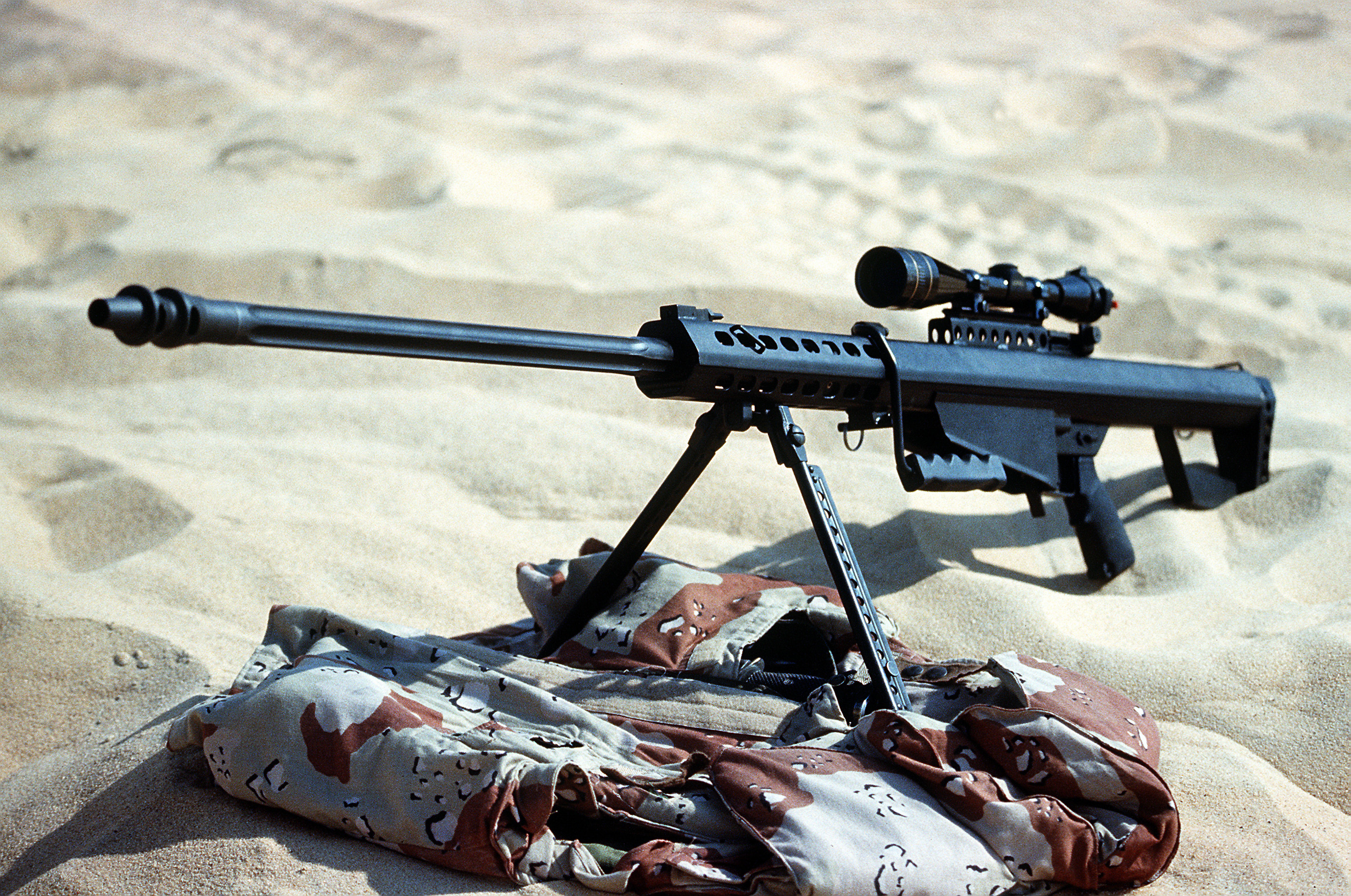
Scharfschützengewehr Barrett M82A1 (Light Fifty)

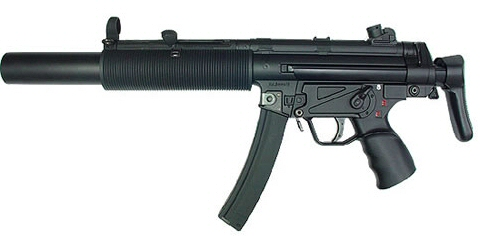
MP5 SD3 mit integriertem Schalldämpfer

Den Spezialeinsatzkräften stehen sämtliche Waffen und Ausrüstungskomponenten des regulären Beschaffungswesens der US-Streitkräfte zur Verfügung. Zur Standardausrüstung gehören Maschinengewehre wie das M249 SAW, M60 E4, MK 46 und das MK 48 MOD.0, verschiedene Scharfschützengewehre M14, M24 SWS, M25 und Barrett M82A1 und Schrotflinten (zum Beispiel SPAS-12) sowie das M4 als Standardwaffe, welches zusätzlich mit einem Anbaugranatwerfer vom Typ M203 ergänzt werden kann.
Ferner gehören Panzerabwehrwaffen wie die FGM-172 SRAW und Mörser im Kaliber 81 mm zur Ausrüstung, um gegen Panzer sowie zur Gefechtsfeldunterstützung eingesetzt zu werden.
Darüber hinaus haben sie auch je nach Missionsprofil und Einsatz Zugang zu „Fremdwaffen“, wie zum Beispiel sowjetischen Infanteriewaffen (Kalaschnikow) oder deutschen Maschinenpistolen vom Typ MP5 und MP7 in verschiedenen Varianten. Insbesondere dann, wenn sie als Ausbilder in ein Gastland geschickt werden, stehen die entsprechenden dort gebräuchlichen Waffentypen vorher für Schulungen zur Verfügung.
Im Rahmen ihres Auftrages sind die Special Forces zu Land wie auch zu Wasser von den anderen Teilstreitkräften teilweise unabhängig. So verfügen die Einsatzkräfte über umgebaute Land Rover Defender 110 Special Operations Vehicles (SOV), Humvee und Quad ATV (All Terrain Vehicle). Für den Wüsteneinsatz nutzt man Light Strike Vehicle (LSV), auch bekannt unter dem Namen „Wüstenbuggys“. Üblicherweise sind sie, bis auf das Quad, mit aufmontierten M60 Maschinengewehr, 40-mm-Maschinengranatwerfer Mk 19 oder dem schweren Browning M2HB Maschinengewehr bewaffnet.
Für den maritimen Einsatz stehen ihnen Schlauchboote vom Typ Zodiac, kleine Patrouillenboote sowie Sturmboote vom Typ Rigid Raider und Trockentauchanzüge mit Kreislaufatemgerät (Verhindern verräterischer Luftblasenbildung an der Wasseroberfläche) zur Verfügung. Der Einsatz erfolgt meist in Zusammenarbeit mit der US-Navy und dem 160th Special Operations Aviation Regiment (Airborne) (Heeresfliegerregiment für Spezialeinsätze). So ist es möglich, das Zodiac direkt in den im Wasser wartenden Transporthubschrauber MH-47G Chinook zu steuern.
Für den alpinen Einsatz steht entsprechende Ski- und Bergsteigerausrüstung sowie passende Tarnkleidung zur Verfügung, zur Überwachung von Geländeabschnitten kommt das Remote Battlefield Sensor System zum Einsatz.
Bei vielen Militär- und Sicherheitsberatungseinsätzen werden auch Fahrzeuge und Ausrüstungsgegenstände der Gastnationen oder zivile Mietwagen genutzt. Bei verdeckten Operationen wird je nach Sachlage und Missionsziel entweder auf eigene oder auf fremde Ausrüstung zurückgegriffen. Dazu gehören auch zivile Fahrzeuge, die so für den Einsatz technisch modifiziert sind, dass dies von außen nicht sichtbar ist.

## Abzeichen

### DasShoulder Sleeve Insignia

Shoulder Sleeve Insignia (dt. „Schulter- Ärmel-Abzeichen“)

- Beschreibung: Das Abzeichen[83] wurde von Captain John W. Frye während seiner Stationierung bei der 10. SFG in Bad Tölz entworfen. Die Auszeichnung wurde am 22. August 1955 offiziell genehmigt. Der einen Pfeilkopf darstellende blaugrüne Hintergrund hat eine Größe von 3 1/8 inches (7,94 cm) in der Höhe und 2 inches (5,08 cm) in der Breite, in deren Mitte ein gelber Dolch abgebildet ist. Die Klinge ist bedeckt von drei gelben parallelen Blitzen mit einer Länge von 1/8 inch (0,32 cm). Darüber befinden sich zwei Bänder, die die Sprungtauglichkeit und Sondereinsatztruppenzugehörigkeit ausweisen.

### Die Symbole

Teal Blue Arrow (dt. „Blaugrüner Pfeil“)
Fighting Knife (dt. „Kampfmesser“)
Three Lightning Bolts (dt. „Dreifachblitz“)

- Beschreibung Teal Blue Arrow: Der Pfeilkopf soll die Unsichtbarkeit und Tatkraft der indianischen Pfadfinder symbolisieren. Er ist 3 1/8 Zoll (7,94 cm) hoch und 2 Zoll (5,08 cm) breit. Durch dieses Zeichen soll auf die besonderen indianischen Fähigkeiten und deren Vorhandensein bei den Special Forces hinweisen, die diese hochgradig trainieren.
- Beschreibung Fighting Knife: Das Kampfmesser ist angelehnt an die American/Canadian 1st Special Service Force, in deren Tradition sich die Special Forces sehen (Wie schon beschrieben im Geschichtsteil am Anfang), deren Abzeichen er war. Der Dolch symbolisiert die unkonventionelle Kriegführung und den Charakter der Sondereinsatzfähigkeiten.
- Beschreibung Three Lightning Bolts: Der Dreifachblitz(-Bolzen) soll die drei Arten der Infiltration symbolisieren, zu Land, zu See und aus der Luft. Die drei parallelen Blitze enden jeweils 1/8 Zoll (0,32 cm) vom Rand der Unterlage.

### Die Streifen

Airborne Tab (dt. „Fallschirmspringerqualifikations-Band“)
Special Forces Qualification Tab (dt. „Sondereinsatzkräftequalifikations-Band“)

- Beschreibung Airborne Tab: Das Springerband weist die Sprungqualifikation aus (mit dem Wort AIRBORNE in gelben Buchstaben auf schwarzen Grund). Es wurde am 20. November 1958 als Qualifizierungsabzeichen und Auszeichnung offiziell genehmigt und wird 3/16 (0,48 cm) oberhalb des Shoulder Sleeve Insignia getragen.
- Beschreibung Special Forces Tab: Das Sondereinsatzkräfte-Band weist die erfolgreiche Qualifizierung als Special-Forces-Soldat aus (den Abschluss des Special Forces Qualification Course). Die Auszeichnung wird direkt oberhalb des Springerbandes getragen und ist 3¼ inches breit (mit dem Wort SPECIAL FORCES in gelben Buchstaben auf blaugrünen Grund). Es wurde am 17. Juni 1983 auf Anfrage des Kommandeurs des John F. Kennedy Special Warfare Center (USAJFKSWC) vom Stabschef der Army offiziell genehmigt.

## Sonstiges

### Motto
Der Wahlspruch der Einheit lautet „de oppresso liber“, lateinisch für „vom Unterdrückten zum Freien“. Oft wird der Spruch fälschlich mit „Freiheit den Unterdrückten“ übersetzt, was jedoch lateinisch „oppressis libertas“ heißen müsste.

### Spitznamen
Es gibt unterschiedliche Spitznamen für die Special Forces. Aufgrund ihres grünen Baretts werden sie häufig Green Berets genannt. Der in den US-Streitkräften gebräuchliche ist dogfaces (dt. „Hundegesichter“). In der amerikanischen Medienwelt, vor allem in der Zeit des Vietnamkrieges, wurden sie Snakeeater (dt. „Schlangenfresser“) genannt, was aber in der Truppe selbst unbeliebt war. In Regierungs- und Pentagonkreisen werden sie oft auch als Armed Peace Corps (dt. „Bewaffnetes Friedenskorps“) oder Armed State Department (dt. „bewaffnetes Außenministerium“) bezeichnet.

### Denkmal
In Fort Bragg, dem Hauptquartier der Truppe, steht der Bronze Bruce (dt. „Bronzener Bruce“), die Special Warfare Memorial Statue, die „Gedenkstatue für spezielle Kriegsführung“ gegenüber dem Oberkommando der Heeresspezialeinsatzkräfte (US Army Special Operations Command). Es war das erste Denkmal des Vietnamkrieges überhaupt. Der Schauspieler John Wayne, Hauptdarsteller und Koproduzent des Kinofilms Die grünen Teufel, und der Sänger des Billboard-Charts-Top-Hit Ballade of the Green Berets, Staff Sergeant Sadler, stifteten jeweils 5.000 Dollar; McNamara stiftete 1.000 Dollar zu den Gesamtkosten von 100.000 Dollar. Obwohl das Denkmal die Gefallenen aller Spezialeinsatzkräfte der Streitkräfte ehren sollte, zeigt es dennoch einen Unteroffizier der Special Forces auf Patrouille, da diese den höchsten Blutzoll leisten mussten.

## Kommandeure
- Major General John W. Brennan, Jr. seit November 2019[87]
- Maj. Gen. Richard E. Angle von August 2021 bis Juni 2023[88]
- Major General Lawrence G. Ferguson seit Juni 2023[1]

### Stellvertretender Kommandeur
- Brigadier General Lawrence G. Ferguson von Juli 2021 bis Juli 2022[1]

### In den Medien
- The Ballad of the Green Berets von Staff Sergeant Barry Sadler wurde 1966 ein Top-Ten-Hit der Billboard Charts der USA.
- 1968 entstand der fiktionale Kinofilm The Green Berets. Die im Geschichtsteil beschriebene Schlacht von Nam Dong bildete die reale Vorlage für das Werk, bei der John Wayne die Rolle des Kommandeurs spielte.
- Im fiktionalen Kinofilm Apocalypse Now soll der abtrünnige Kommandeur der Green Berets Col. Kurtz (Marlon Brando) eliminiert werden.
- Die Hauptrolle in den Rambo-Filmen, gespielt von Sylvester Stallone, ist ein ehemaliger Angehöriger der Special Forces. Die Filmreihe basiert auf den Romanen von David Morrell.
- Das A-Team stellt eine Gruppe ehemaliger Soldaten der 5th SFG dar, die auf der Flucht vor der Verfolgung durch die Militärpolizei ihre Fähigkeiten nutzen, um Zivilisten in Not zu helfen.
- In der Episode Special Forces der von der US Army produzierten Fernsehserie The Big Picture von 1962 werden die Special Forces und ihre Geschichte von Henry Fonda als Moderator vorgestellt.

### Bücher
- Aaron Bank: From OSS to Green Berets. The Birth of Special Forces. Presidio Press, Novato/CA 1986, ISBN 0-89141-271-9. (englisch)
- James Adams: Secret Armies. Inside the American, Soviet and European Special Forces. Atlantic Monthly Press, New York 1987, ISBN 0-87113-223-0. (englisch)
- David J. Bercuson: The Secret Army. Stein and Day, New York 1983. (englisch)
- Tom Clancy, John Gresham: Special Forces. Die Spezialeinheiten der U.S. Army. Aus dem Amerikanischen von Heinz-W. Hermes und Dirk Weimar. Heyne, München 2002, ISBN 3-453-86912-5.
- James F. Dunnigan, Raymond M. Macedonia: Getting It Right. American Military Reforms after Vietnam to the Persian Gulf and Beyond. Morrow, New York 1993, ISBN 0-688-12096-2. (englisch)
- James F. Dunnigan, Albert Nofi: Victory and Deceit. Dirty Tricks at War. Morrow, New York 1995, ISBN 0-688-12236-1. (englisch)
- Frank L. Goldstein (Col. USAF): Psychological Operations. Principles and Case Studies. Air University Press, Maxwell Air Force Base/AL 1996. (englisch)
- Susan L. Marquis: Unconventional Warfare. Rebuilding U.S. Special Operations Forces. Brookings, Washington D.C. 1997, ISBN 0-8157-5476-0. (englisch)
- Robin Moore: Die Grünen Teufel. Tatsachenroman. Aus dem Amerikanischen von Günther Martin. 36. Auflage. Heyne, München 1991, ISBN 3-453-04884-9.
- John Prados: Presidents’ Secret Wars. CIA and Pentagon Covert Operations from World War II through the Persian Gulf. Rev. and exp. edition. I.R. Dee, Chicago 1996, ISBN 1-56663-108-4. (englisch)
- Hartmut Schauer: Die US „Green Berets“. Soldaten aus dem Dunkel. Fallschirmjäger, Partisanen, Militärberater. Motorbuch-Verlag, Stuttgart 1985, ISBN 3-613-01052-6.
- James Stejskal: US-Spezialkräfte in Berlin, Detachement "A" und PSSE-B" - Geheime Einsätze im Kalten Krieg (1956–1990), Verlag Dr. Köster Berlin 2017, ISBN 978-3-89574-950-6
- Ian D. W. Sutherland (Lt. Col. ret.): Special Forces of the United States Army. 1952/1982. Bender, San Jose 1990, ISBN 0-912138-43-2. (englisch)
- Douglas C. Waller: The Commandos. The Inside Story of America’s Secret Soldiers. Simon & Schuster, New York 1994, ISBN 0-671-78717-9. (englisch)
- Francis J. Kelly: U.S. Army Special Forces, 1961-1971. In: Department of the Army (Hrsg.): Vietnam Studies. United States Government Printing Office, Washington DC 1973, LCCN 72-600263 (englisch, archive.org – Stock Number 0820-00448).
- Klaus Buschmann: United States Army Special Forces 1952–1974. Untersuchung im Licht der verfügbaren Literatur und Quellen. Frankfurt am Main, Bern, Las Vegas: Lang 1978 (Europäische Hochschulschriften Reihe 3, Band 105). ISBN 3-261-02524-7
- Charles M. Simpson III: Inside the Green Berets. The First Thirty Years. A History of the U.S.Army Special Forces. Presidio Press Novato, Calif. 1983. ISBN 0-89141-163-1 (englisch)
- Shelby L. Stanton: Green Berets At War, U.S.Army Special Forces in Southeast Asia 1956–1975. Presidio Press Novto, Calif. 1985
- Klaus Buschmann: US Army Special Forces 1954–1972, Konzept und Realität.Verlag K.-H. Dissberger, Düsseldorf 2. Aufl. 1987. ISBN 3-924753-10-5
- Special Forces Handbuch – Deutsche Ausgabe. Übersetzung ins Deutsche von Michael Remig und Karl-Heinz Dissberger. Verlag K.-H.Dissberger, Düsseldorf 1984, ISBN 3-924753-00-8

### Broschüren und Artikel
- H. Allen Holmes: Military Operations in the Post-Cold War Era. In: Defense Issues. Jg. 12, Nr. 34, 1997.
- Henry H. Shelton (Gen., Commander in Chief, U.S. Special Operations Command): Special Operations Forces. Key Role in Preventive Defense. In: Defense Issues. Jg. 12, Nr. 12, 1997.